# 高知市
高知市（こうちし）は、高知県の中部に位置する市。高知県の県庁所在地及び人口が最多の市で、中核市に指定されている。
旧土佐郡・長岡郡・吾川郡。
人口密度は1km2当たり1000人を超えており、政令指定都市である岡山市、浜松市、静岡市を上回る。高知県の総人口の約半分が本市に集中しており、一極集中都市となっている。

## 概要
長宗我部元親の大高坂山城改城に端を発し、山内一豊の入府以来土佐藩の城下町として発展した都市である。土佐藩は幕末期に明治維新に貢献した「薩長土肥」の一角として、坂本龍馬や板垣退助、後藤象二郎といった政界の要人の出身地でもある。
高知県中部の中心都市であると同時に、四国地方太平洋側の中心都市ともなっている。四国内では松山市（愛媛県）、高松市（香川県）に次いで3番目の人口を有する。県内最大の商業地を持つと同時に、県内の人口の48%を占めるプライメイトシティ（一極集中型都市）でもある。戦後の昭和の大合併までは県内唯一の市であった。昭和の大合併が始まる1953年の時点で、市制を施行した市の数が1つしか存在しない県は高知県が唯一であった。
国内では、酒類の消費量が多い都市の一つ。名物にはカツオのたたきとよさこい鳴子踊りなどがある。高知市民の気風とされている要素は、女性ははちきん（八金：「『男4人分』より強い」とも言われる、勝気な女衆）、男性はいごっそう（偉骨相: 頑固者。ただし敬意の念も含まれる）などである。
日曜市を初めとする定期市（いわゆる「街路市」。開催場所、形態や運営方法は異なるものの、月曜日を除く毎日、市内で開かれている）が有名であり、「スローライフ」志向が強いとする見方もある。1998年に市の中心部に開設された「ひろめ市場」は、地元資本が運営しており、コンパクトな造りに比して多様な店舗（飲食店、食料品店が多い）の利用を楽しむことできる。

### 地名の由来
高知城の周辺は、鏡川などの川に挟まれ、洪水が常襲する地形であった。
このため、高知城は当初、「河中山城」（こうちやまじょう）と呼ばれていたが、
音を借りて「高智山城」と改め、やがてこれが略されて「高知城」となった。

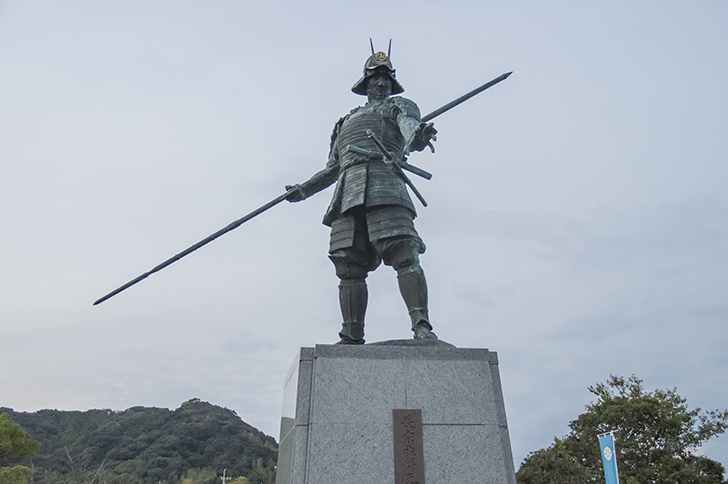
長宗我部元親像（若宮八幡宮外苑）
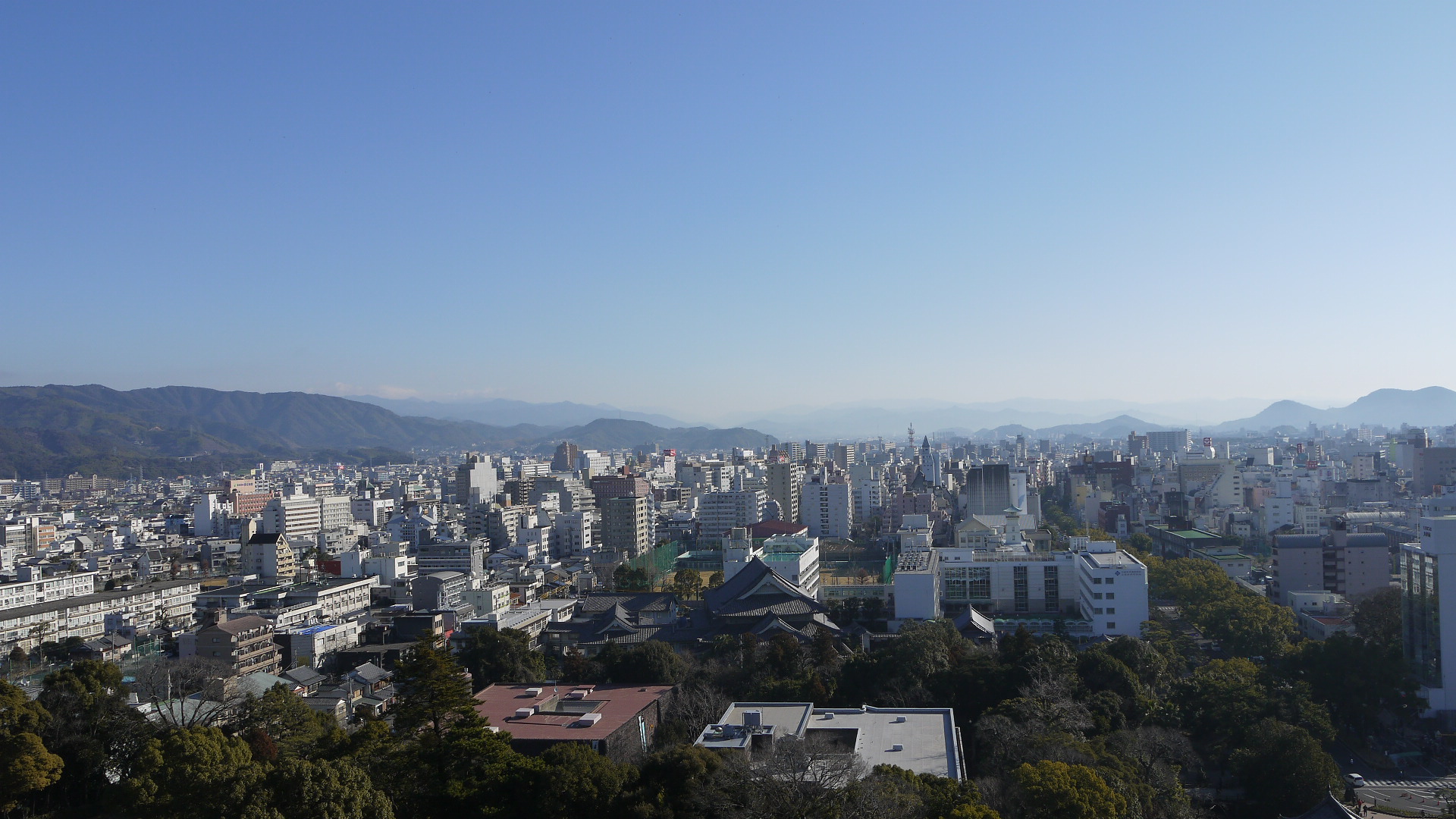
高知市の中心業務地区
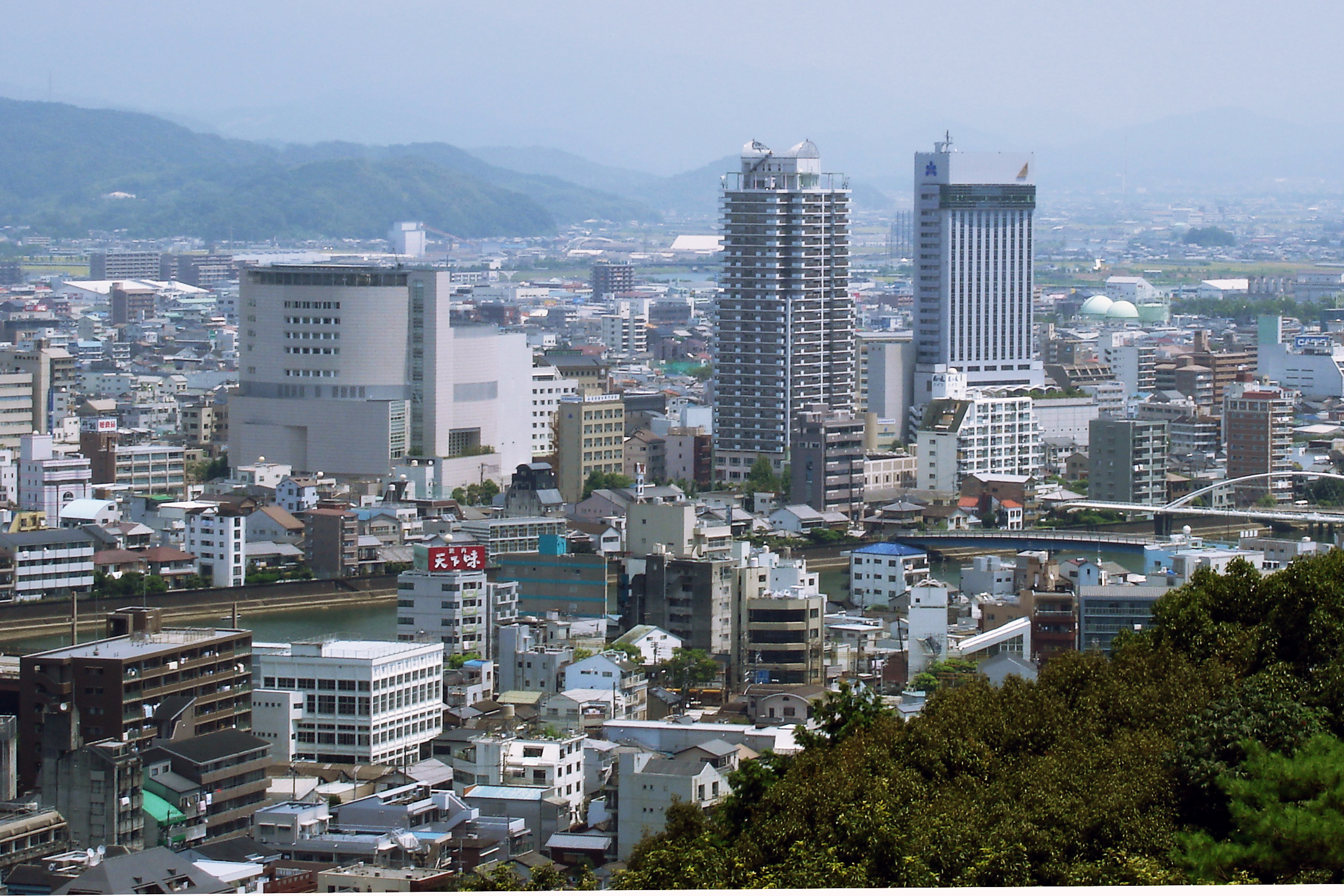
高知市の風景

## 地理
高知平野の西部に位置し、平野部は鏡川沿いの市中央部から南東部に開けている。市の南西部は丘陵地で北部は山林である。南部は太平洋に臨み、市のほぼ中央付近に浦戸湾が切れ込んでいる。
今後発生が予見されている南海トラフ巨大地震の際には、市内の海岸に最大9mの津波が到達することが予想されている。

### 地形

#### 山地
主な山
- 五台山
- 鷲尾山
- 筆山
- 北中山
- 工石山

#### 河川
主な川
- 鏡川
- 国分川
- 江ノ口川
- 久万川
- 舟入川
- 下田川
- 十市川
- 新川川

#### 湖沼
主な湖
- 土佐鏡湖（鏡ダム）

主な池
- 住吉池

#### 海域
- 土佐湾、浦戸湾

### 気候
典型的な太平洋側気候に属し、年中温暖多雨かつ多照な気候様式である。日本の都道府県庁所在地の中で最も降水量が多く、日照時間も2位 - 3位である。気象台のある高知市街は三方を山に囲まれている（南側は一部浦戸湾）ために、内陸の気候様式である。冬は晴天が続き、降雪は少なく、積雪はまれである。地形の影響で放射冷却が強くなるために朝晩の冷え込みが厳しいが、よく晴れるために日中は暖かくなる。夏は梅雨や台風、太平洋高気圧の季節風などの影響で雨が多い。熱帯夜は多いものの日中は極端な高温にはなりにくく、猛暑日日数最多は2024年の19日である。
| 高知地方気象台（高知市比島町、標高1m）の気候                 | 高知地方気象台（高知市比島町、標高1m）の気候 | 高知地方気象台（高知市比島町、標高1m）の気候 | 高知地方気象台（高知市比島町、標高1m）の気候 | 高知地方気象台（高知市比島町、標高1m）の気候 | 高知地方気象台（高知市比島町、標高1m）の気候 | 高知地方気象台（高知市比島町、標高1m）の気候 | 高知地方気象台（高知市比島町、標高1m）の気候 | 高知地方気象台（高知市比島町、標高1m）の気候 | 高知地方気象台（高知市比島町、標高1m）の気候 | 高知地方気象台（高知市比島町、標高1m）の気候 | 高知地方気象台（高知市比島町、標高1m）の気候 | 高知地方気象台（高知市比島町、標高1m）の気候 | 高知地方気象台（高知市比島町、標高1m）の気候 |
| 月                                                           | 1月                                          | 2月                                          | 3月                                          | 4月                                          | 5月                                          | 6月                                          | 7月                                          | 8月                                          | 9月                                          | 10月                                         | 11月                                         | 12月                                         | 年                                           |
| ------------------------------------------------------------ | -------------------------------------------- | -------------------------------------------- | -------------------------------------------- | -------------------------------------------- | -------------------------------------------- | -------------------------------------------- | -------------------------------------------- | -------------------------------------------- | -------------------------------------------- | -------------------------------------------- | -------------------------------------------- | -------------------------------------------- | -------------------------------------------- |
| 最高気温記録 °C （°F）                                       | 23.5 (74.3)                                  | 25.2 (77.4)                                  | 26.3 (79.3)                                  | 30.0 (86)                                    | 32.3 (90.1)                                  | 34.7 (94.5)                                  | 38.3 (100.9)                                 | 38.4 (101.1)                                 | 37.3 (99.1)                                  | 32.2 (90)                                    | 28.0 (82.4)                                  | 23.5 (74.3)                                  | 38.4 (101.1)                                 |
| 平均最高気温 °C （°F）                                       | 12.2 (54)                                    | 13.2 (55.8)                                  | 16.3 (61.3)                                  | 20.9 (69.6)                                  | 24.8 (76.6)                                  | 27.1 (80.8)                                  | 30.8 (87.4)                                  | 32.1 (89.8)                                  | 29.5 (85.1)                                  | 25.0 (77)                                    | 19.6 (67.3)                                  | 14.4 (57.9)                                  | 22.2 (72)                                    |
| 日平均気温 °C （°F）                                         | 6.7 (44.1)                                   | 7.8 (46)                                     | 11.2 (52.2)                                  | 15.8 (60.4)                                  | 20.0 (68)                                    | 23.1 (73.6)                                  | 27.0 (80.6)                                  | 27.9 (82.2)                                  | 25.0 (77)                                    | 19.9 (67.8)                                  | 14.2 (57.6)                                  | 8.8 (47.8)                                   | 17.3 (63.1)                                  |
| 平均最低気温 °C （°F）                                       | 2.1 (35.8)                                   | 3.1 (37.6)                                   | 6.4 (43.5)                                   | 10.9 (51.6)                                  | 15.5 (59.9)                                  | 19.7 (67.5)                                  | 23.9 (75)                                    | 24.5 (76.1)                                  | 21.4 (70.5)                                  | 15.6 (60.1)                                  | 9.7 (49.5)                                   | 4.2 (39.6)                                   | 13.1 (55.6)                                  |
| 最低気温記録 °C （°F）                                       | −7.6 (18.3)                                  | −7.9 (17.8)                                  | −6.5 (20.3)                                  | −0.9 (30.4)                                  | 3.8 (38.8)                                   | 9.1 (48.4)                                   | 14.6 (58.3)                                  | 15.9 (60.6)                                  | 10.0 (50)                                    | 2.5 (36.5)                                   | −1.9 (28.6)                                  | −6.6 (20.1)                                  | −7.9 (17.8)                                  |
| 降水量 mm （inch）                                           | 59.1 (2.327)                                 | 107.8 (4.244)                                | 174.8 (6.882)                                | 225.3 (8.87)                                 | 280.4 (11.039)                               | 359.5 (14.154)                               | 357.3 (14.067)                               | 284.1 (11.185)                               | 398.1 (15.673)                               | 207.5 (8.169)                                | 129.6 (5.102)                                | 83.1 (3.272)                                 | 2,666.4 (104.976)                            |
| 降雪量 cm （inch）                                           | 0 (0)                                        | 0 (0)                                        | 0 (0)                                        | 0 (0)                                        | 0 (0)                                        | 0 (0)                                        | 0 (0)                                        | 0 (0)                                        | 0 (0)                                        | 0 (0)                                        | 0 (0)                                        | 0 (0)                                        | 1 (0.4)                                      |
| 平均降水日数 （≥0.5 mm）                                     | 6.0                                          | 7.5                                          | 10.5                                         | 10.4                                         | 11.1                                         | 15.1                                         | 13.7                                         | 12.9                                         | 13.2                                         | 9.0                                          | 7.3                                          | 6.4                                          | 123.2                                        |
| 平均降雪日数                                                 | 4.0                                          | 3.0                                          | 1.3                                          | 0.0                                          | 0.0                                          | 0.0                                          | 0.0                                          | 0.0                                          | 0.0                                          | 0.0                                          | 0.0                                          | 2.0                                          | 10.3                                         |
| % 湿度                                                       | 61                                           | 60                                           | 62                                           | 65                                           | 70                                           | 78                                           | 79                                           | 76                                           | 74                                           | 68                                           | 68                                           | 64                                           | 69                                           |
| 平均月間日照時間                                             | 190.7                                        | 177.2                                        | 192.2                                        | 197.3                                        | 195.7                                        | 133.8                                        | 173.7                                        | 204.0                                        | 162.0                                        | 179.6                                        | 168.8                                        | 184.6                                        | 2,159.7                                      |
| 出典：気象庁（平均値：1991年 - 2020年、極値：1886年 - 現在） |                                              |                                              |                                              |                                              |                                              |                                              |                                              |                                              |                                              |                                              |                                              |                                              |                                              |

### 地域

高知市中心部周辺の空中写真。
2017年4月30日撮影の28枚を合成作成。。

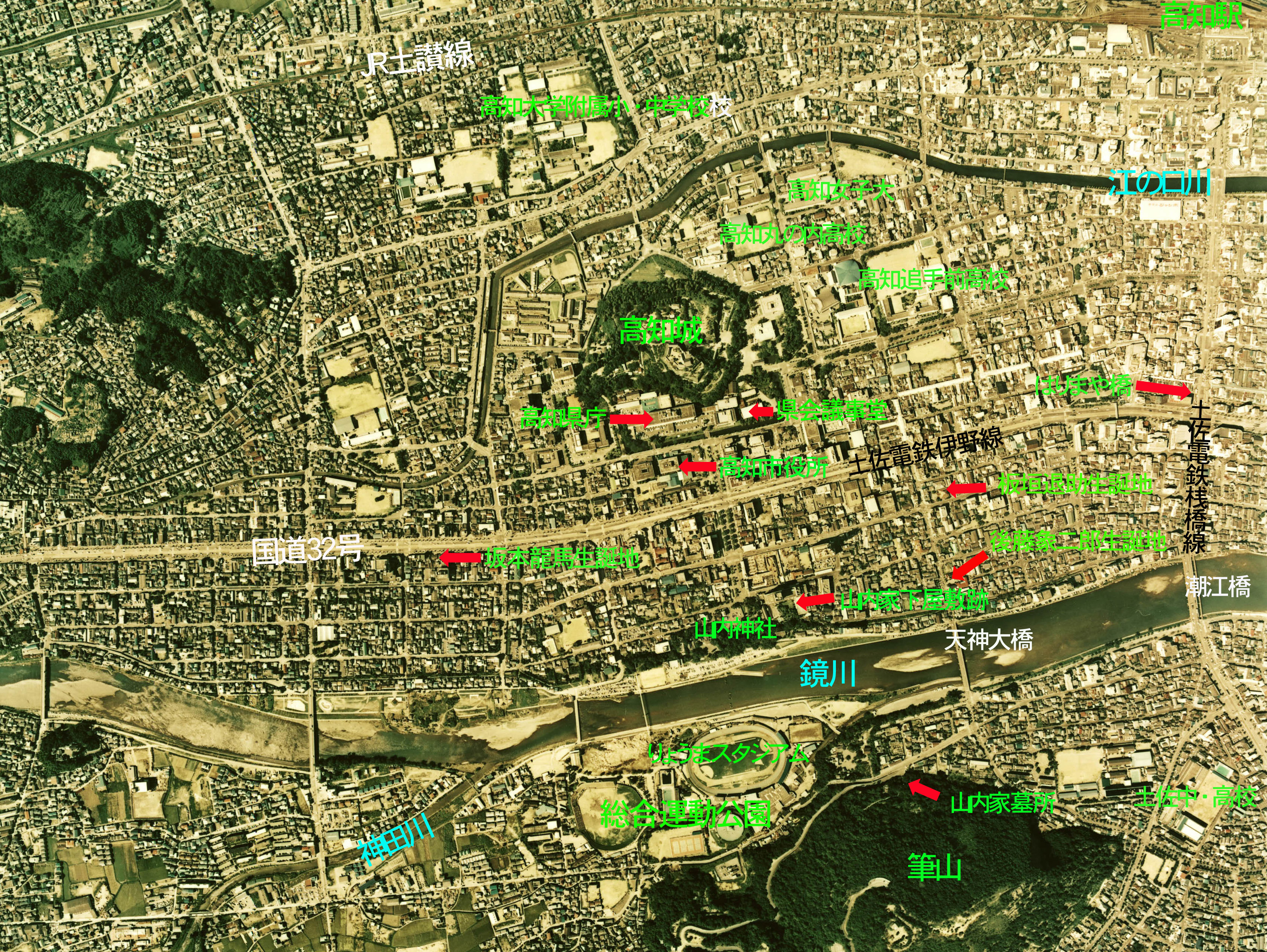
高知市街地（1975年度。）

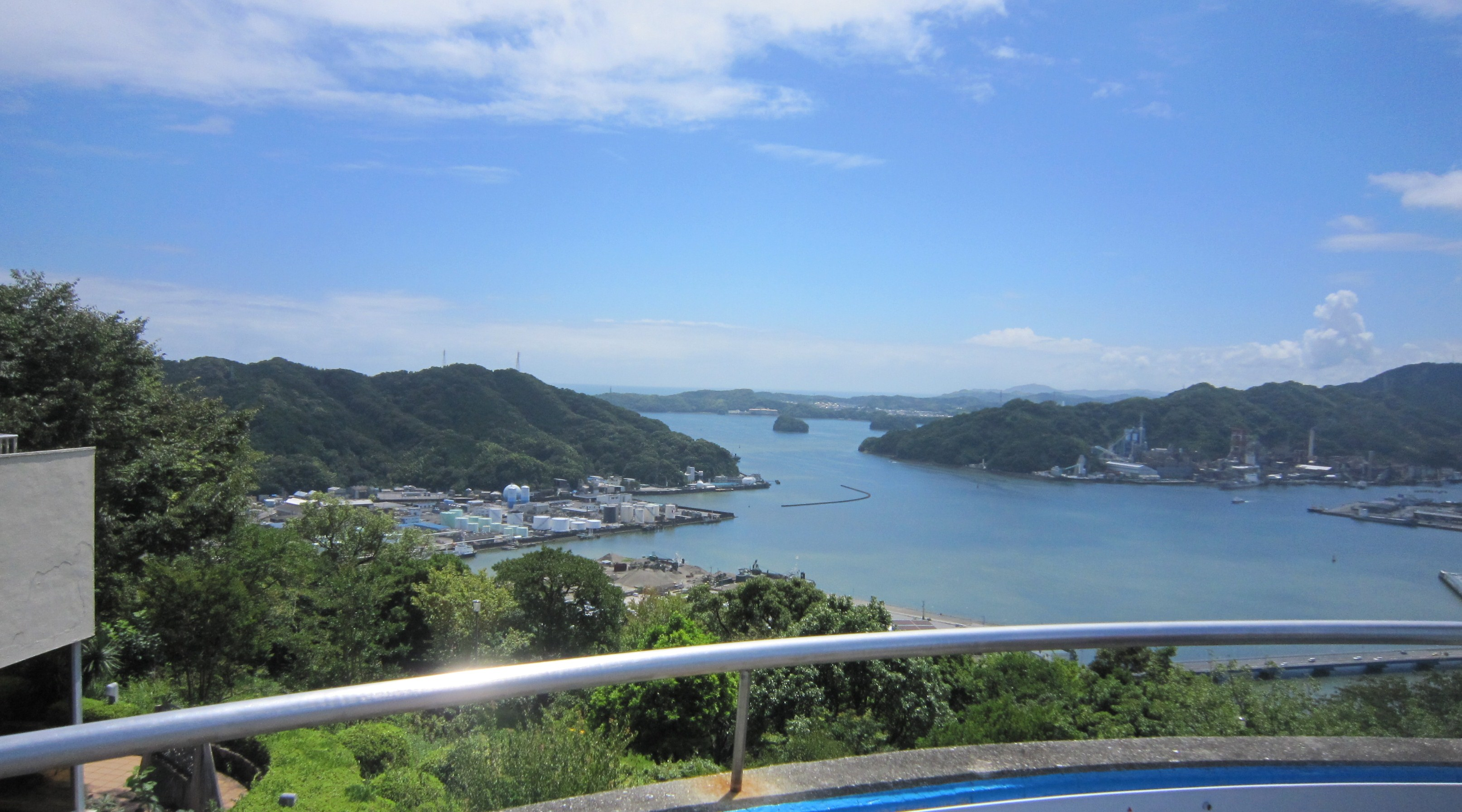
浦戸湾

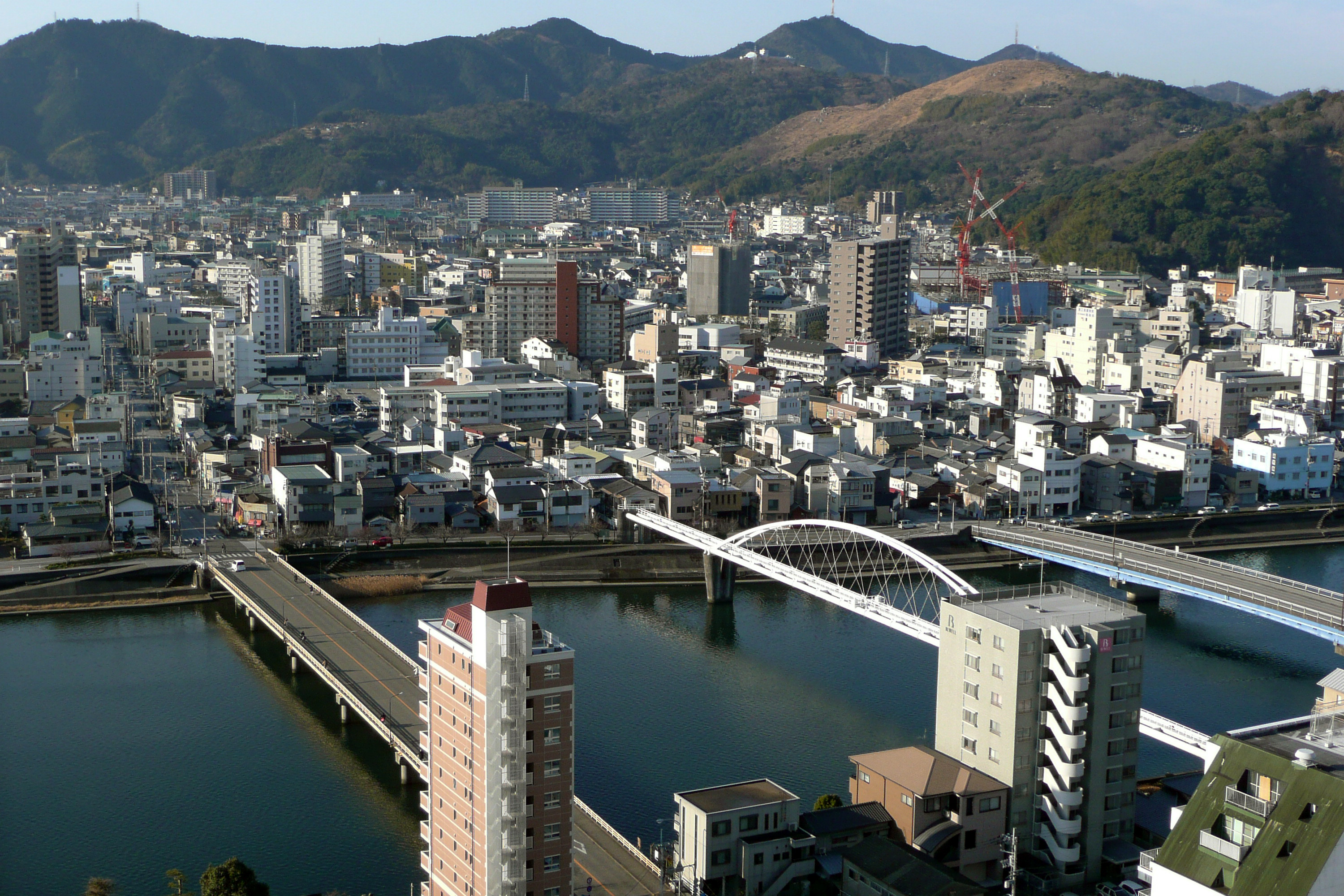
市街地を流れる鏡川、遠方に北中山、筆山

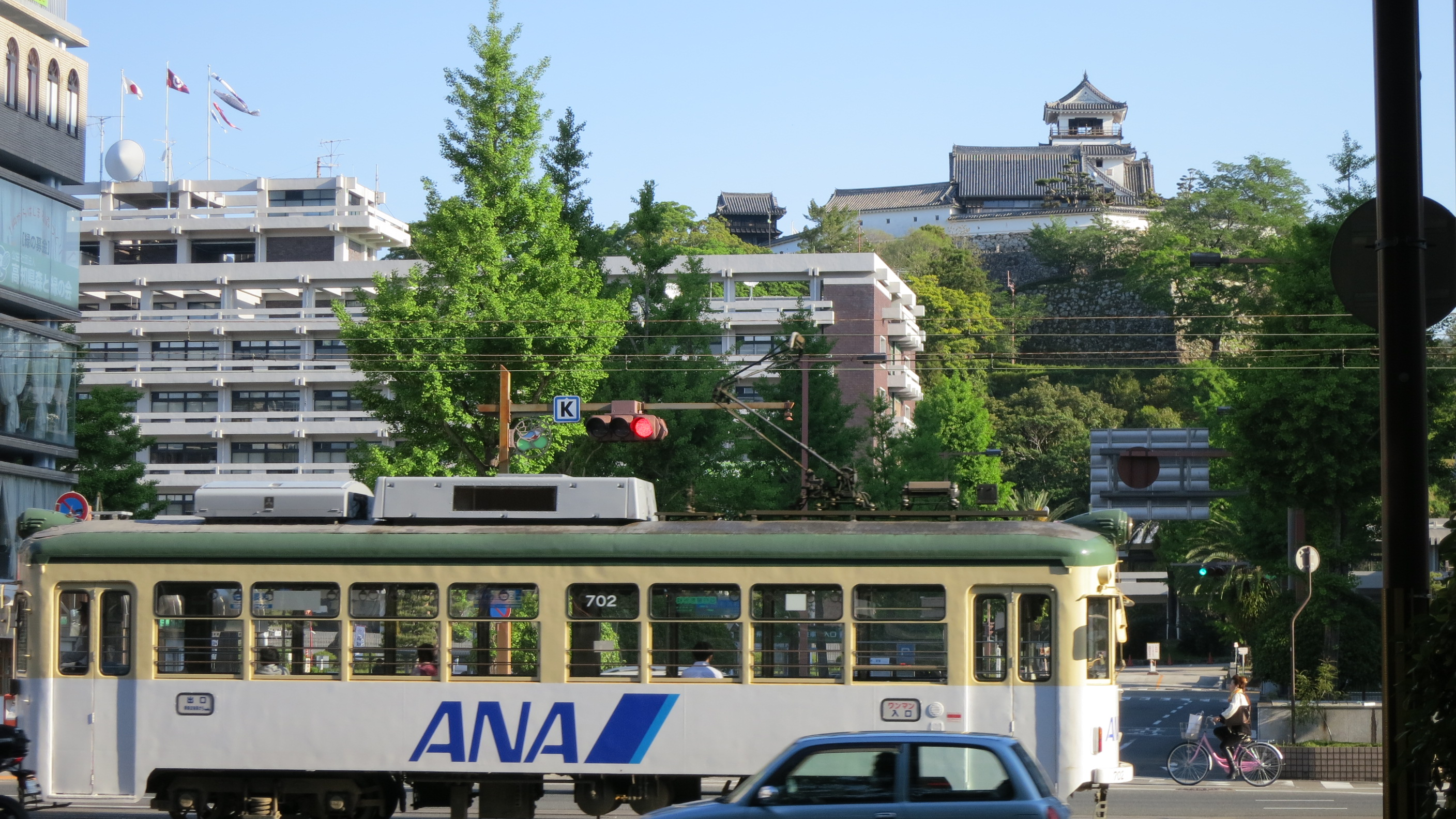
市街からの高知城（国道33号）

#### 町名一覧
町名に「○」がつくものは全域で住居表示を実施、「△」は一部で住居表示を実施、無印は住居表示未実施を表す。
上街
- ○上町一-五丁目 （かみまち）
- 本丁筋 （ほんちょうすじ）
- 水通町 （すいどおちょう）
- 通町 （とおりちょう）

高知街
- ○唐人町 （とうじんまち）
- ○与力町 （よりきまち）
- ○鷹匠町一・二丁目 （たかじょうまち）
- ○本町一-五丁目 （ほんまち）
- ○升形 （ますがた）
- ○帯屋町一・二丁目 （おびやまち）
- ○追手筋一・二丁目 （おおてすじ）
- ○廿代町 （にじゅうだいまち）
- ○永国寺町 （えいこくじちょう）
- ○丸ノ内一・二丁目 （まるのうち）

南街
- ○中の島 （なかのしま）
- ○九反田 （くたんだ）
- ○菜園場町 （さえんばちょう）
- ○農人町 （のうにんまち）
- ○城見町 （しろみちょう）
- ○堺町 （さかいまち）
- ○南はりまや町一・二丁目 （みなみはりまやちょう）
- ○弘化台 （こうかだい）

北街
- ○桜井町一・二丁目 （さくらいちょう）
- ○はりまや町一-三丁目 （はりまやちょう）

下知（しもぢ）
- ○宝永町 （ほうえいちょう）
- ○弥生町 （やよいちょう）
- ○小倉町 （おぐらちょう）
- ○東雲町 （しののめちょう）
- ○日の出町 （ひのでちょう）
- △知寄町一－三丁目 （ちよりちょう）
- 青柳町 （あおやぎちょう）
- △稲荷町 （いなりちょう）
- △若松町 （わかまつちょう）
- ○高埇 （たかそね）
- ○杉井流 （すぎいる）
- ○北金田 （きたかなだ）
- ○南金田 （みなみかなだ）
- ○札場 （ふだば）
- ○南御座 （みなみござ）
- ○北御座 （きたござ）
- ○南川添 （みなみかわぞえ）
- ○北川添 （きたかわぞえ）
- △北久保 （きたくぼ）
- △南久保 （みなみくぼ）
- △海老ノ丸 （えびのまる）
- ○中宝永町 （なかほうえいちょう）
- ○南宝永町 （みなみほうえいちょう）
- ○二葉町 （ふたばちょう）

江ノ口（えのくち）
- ○入明町 （いりあけちょう）
- ○洞ヶ島町 （ほらがしまちょう）
- ○寿町 （ことぶきちょう）
- ○中水道 （なかすいどう）
- ○幸町 （さいわいちょう）
- ○伊勢崎町 （いせざきちょう）
- ○相模町 （さがみちょう）
- ○吉田町 （よしだちょう）
- ○愛宕町一-四丁目 （あたごまち）
- ○大川筋一・二丁目 （おおかわすじ）
- ○駅前町 （えきまえちょう）
- ○相生町 （あいおいちょう）
- ○江陽町 （こうようちょう）
- ○北本町一-四丁目 （きたほんまち）
- ○新本町一・二丁目 （しんほんまち）
- ○昭和町 （しょうわまち）
- ○和泉町 （いずみちょう）
- ○塩田町 （しおたちょう）
- ○比島町一-四丁目 （ひじまちょう）
- ○栄田町一-三丁目 （さかえだちょう）

小高坂（こだかさ）
- 井口町 （いぐちちょう）
- 平和町 （へいわちょう）
- 三ノ丸 （さんのまる）
- 宮前町 （みやまえちょう）
- 西町 （にしまち）
- △大膳町 （だいぜんちょう）
- 山ノ端町 （やまのはなちょう）
- ○桜馬場 （さくらばば）
- ○城北町 （じょうほくちょう）
- 北八反町 （きたはったんちょう）
- ○宝町 （たからまち）
- ○小津町 （おづちょう）
- ○越前町一・二丁目 （えちぜんまち）
- ○新屋敷一・二丁目 （しんやしき）
- ○八反町一・二丁目 （はったんちょう）

旭街
- 東城山町 （ひがしじょうやまちょう）
- 城山町 （じょうやまちょう）
- 東石立町 （ひがしいしたてちょう）
- 石立町 （いしたてちょう）
- 玉水町 （たまみずちょう）
- 縄手町 （なわてちょう）
- 鏡川町 （かがみがわちょう）
- 下島町 （しもじまちょう）
- 旭町一-三丁目 （あさひまち）
- 赤石町 （あかいしちょう）
- 中須賀町 （なかすかちょう）
- 旭駅前町 （あさひえきまえちょう）
- 元町 （もとまち）
- 南元町 （みなみもとまち）
- 旭上町 （あさひかみまち）
- 水源町 （すいげんちょう）
- 本宮町 （ほんぐうちょう）
- 上本宮町 （かみほんぐうちょう）
- 大谷 （おおたに）
- 岩ヶ淵 （いわがぶち）
- 鳥越 （とりごえ）
- 塚ノ原 （つかのはら）
- 西塚ノ原 （にしつかのはら）
- 長尾山町 （ながおやまちょう）
- 旭天神町 （あさひてんじんちょう）
- 佐々木町 （ささきちょう）
- 北端町 （きたばたちょう）
- 山手町 （やまてちょう）
- 横内 （よこうち）
- 口細山 （くちほそやま）
- 尾立 （ひじ）
- 蓮台 （れんだい）
- 福井町 （ふくいちょう）
- △福井扇町 （ふくいおうぎまち）
- ○福井東町 （ふくいひがしまち）

潮江(うしおえ)
- ○土居町 （どいまち）
- ○役知町 （やくちちょう）
- ○潮新町一・二丁目 （うしおしんまち）
- ○仲田町 （なかたちょう）
- ○北新田町 （きたしんたちょう）
- ○新田町 （しんたちょう）
- ○南新田町 （みなみしんたちょう）
- ○梅ノ辻 （うめのつじ）
- ○桟橋通一-六丁目 （さんばしどおり）
- ○天神町 （てんじんちょう）
- ○筆山町 （ひつざんちょう）
- ○塩屋崎町一・二丁目 （しおやざきまち）
- ○百石町一-四丁目 （ひゃっこくちょう）
- 南ノ丸町 （みなみのまるちょう）
- 南竹島町 （みなみたけしまちょう）
- 竹島町 （たけしまちょう）
- △北竹島町 （きたたけしまちょう）
- 北高見町 （きたたかみちょう）
- 高見町 （たかみちょう）
- 六泉寺町 （ろくせんじちょう）
- 孕東町 （はらみひがしまち）
- 孕西町 （はらみにしまち）
- 深谷町 （ふかだにちょう）
- 南中山 （みなみなかやま）
- 北中山 （きたなかやま）
- 幸崎 （こうざき）
- 小石木町 （こいしぎちょう）
- 大原町 （おおはらちょう）
- 河ノ瀬町 （ごうのせちょう）
- 南河ノ瀬町 （みなみごうのせちょう）
- ○萩町一・二丁目 （はぎまち）

三里（みさと）
- 池 （いけ）
- 仁井田 （にいだ）
- 種崎 （たねざき）
- △十津一-六丁目 （とおづ）

五台山
- 吸江 （ぎゅうこう）
- 五台山 （ごだいさん）
- 屋頭 （やがしら）

高須
- 高須 （たかす）
- ○葛島一-四丁目 （かづらしま）
- ○高須新町一-四丁目 （たかすしんまち）
- 高須砂地 （たかすすなぢ）
- ○高須本町 （たかすほんまち）
- ○高須新木 （たかすしんぎ）
- ○高須一-三丁目 （たかす）
- △高須東町 （たかすひがしまち）
- ○高須西町 （たかすにしまち）
- ○高須絶海 （たかすたるみ）
- ○高須大谷 （たかすおおたに）
- ○高須大島 （たかすおおしま）

布師田
- 布師田 （ぬのしだ）

一宮（いっく）
- 一宮 （いっく）
- 薊野 （あぞうの）
- 重倉 （しげくら）
- 久礼野 （くれの）

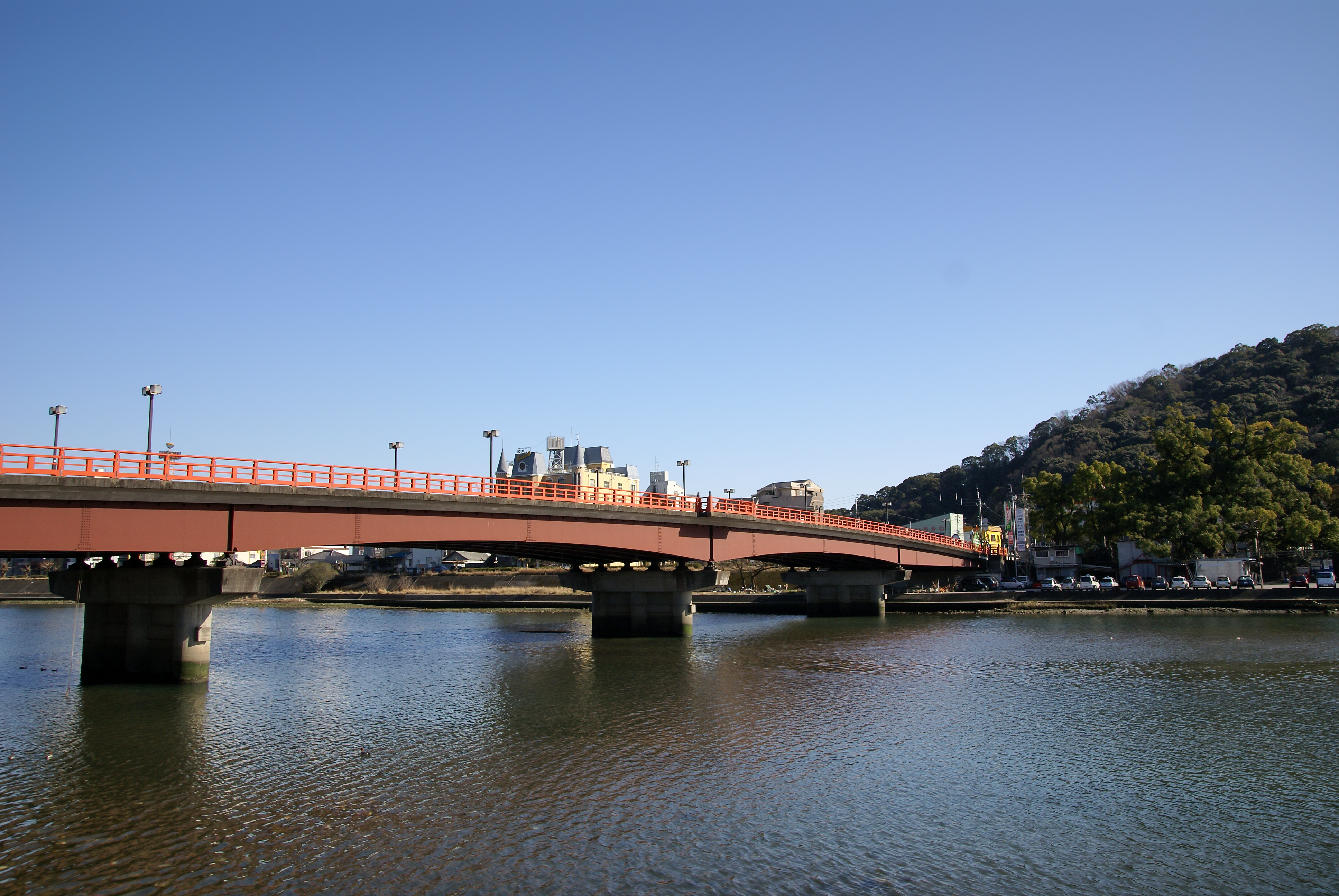
天神大橋と筆山

- ○薊野西町一-三丁目 （あぞうのにしまち）
- △薊野北町一-四丁目 （あぞうのきたまち）
- ○薊野東町 （あぞうのひがしまち）
- ○薊野中町 （あぞうのなかまち）
- ○薊野南町 （あぞうのみなみまち）
- ○一宮西町一-四丁目 （いっくにしまち）
- ○一宮しなね一・二丁目 （いっくしなね）
- ○一宮南町一・二丁目 （いっくみなみまち）
- ○一宮中町一-三丁目 （いっくなかまち）
- ○一宮東町一-五丁目 （いっくひがしまち）
- ○一宮徳谷 （いっくとくだに）

秦（はだ）
- 愛宕山 （あたごやま）
- 前里 （まえざと）
- 東秦泉寺 （ひがしじんぜんじ）
- 中秦泉寺 （なかじんぜんじ）
- 三園町 （みそのちょう）
- 西秦泉寺 （にしじんぜんじ）
- 北秦泉寺 （きたじんぜんじ）
- 宇津野 （うつの）
- 三谷 （みたに）
- 七ツ淵 （ななつぶち）
- ○加賀野井一・二丁目 （かがのい）
- ○愛宕山南町 （あたごやまみなみまち）
- ○秦南町一・二丁目 （はだみなみまち）

初月（みかづき）
- 東久万 （ひがしくま）
- 中久万 （なかくま）
- 西久万 （にしくま）
- 南久万 （みなみくま）
- 万々 （まま）
- 中万々 （なかまま）
- 南万々 （みなみまま）
- 柴巻 （しばまき）
- 円行寺 （えんぎょうじ）
- 一ツ橋町一・二丁目（ひとつばしちょう）
- みづき一-三丁目
- みづき山 （みづきやま）

朝倉
- 朝倉 （あさくら）
- 宗安寺 （そうあんじ）
- 行川 （なめがわ）
- 針原 （はりはら）
- 上里 （じょうり）
- 領家 （りょうけ）
- 唐岩 （からいわ）
- ○曙町一・二丁目 （あけぼのちょう）
- ○朝倉本町一・二丁目 （あさくらほんまち）
- ○若草町 （わかくさちょう）
- ○若草南町 （わかくさみなみまち）
- ○鵜来巣 （うぐるす）
- ○槙山町 （まきやまちょう）
- ○針木東町 （はりぎひがしまち）
- ○大谷公園町 （おおたにこうえんちょう）
- ○朝倉南町 （あさくらみなみまち）
- ○朝倉横町 （あさくらよこまち）
- ○朝倉東町 （あさくらひがしまち）
- △朝倉西町一・二丁目 （あさくらにしまち）
- △針木北一・二丁目 （はりぎきた）
- ○針木本町 （はりぎほんまち）
- △針木南 （はりぎみなみ）
- 針木西 （はりぎにし）

鴨田
- 鴨部 （かもべ）
- 神田 （こうだ）
- △鴨部高町 （かもべたかまち）
- ○鴨部上町 （かもべかみまち）
- ○鴨部一-三丁目 （かもべ）

長浜
- 長浜 （ながはま）
- 横浜 （よこはま）
- 瀬戸 （せと）
- 瀬戸西町一-三丁目 （せとにしまち）
- 瀬戸東町一-三丁目 （せとひがしまち）
- 長浜宮田 （ながはまみやた）
- 横浜新町一-五丁目 （よこはましんまち）
- ○横浜西町 （よこはまにしまち）
- ○横浜東町 （よこはまひがしまち）
- ○瀬戸一・二丁目 （せと）
- ○瀬戸南町一・二丁目 （せとみなみまち）
- ○横浜南町 （よこはまみなみまち）
- 長浜蒔絵台一・二丁目 （ながはままきえだい）

御畳瀬
- 浦戸大橋御畳瀬 （みませ）

浦戸
- 浦戸 （うらど）

大津
- 大津（おおつ）

介良
- 介良 （けら）
- 潮見台一-三丁目 （しおみだい）

鏡
- 鏡大河内 （かがみおおがち）
- 鏡小浜 （かがみこはま）
- 鏡大利 （かがみおおり）
- 鏡今井 （かがみいまい）
- 鏡草峰 （かがみくさのみね）
- 鏡白岩 （かがみしろいわ）
- 鏡狩山 （かがみかりやま）
- 鏡吉原 （かがみよしはら）
- 鏡的渕 （かがみまとぶち）
- 鏡去坂 （かがみさるさか）
- 鏡竹奈路 （かがみたけなろ）
- 鏡敷ノ山 （かがみしきのやま）
- 鏡柿ノ又 （かがみかきのまた）
- 鏡横矢 （かがみよこや）
- 鏡増原 （かがみましわら）
- 鏡葛山 （かがみかずらやま）
- 鏡梅ノ木 （かがみうめのき）
- 鏡小山 （かがみこやま）

土佐山
- 土佐山菖蒲 （とさやましょうぶ）
- 土佐山西川 （とさやまにしがわ）
- 土佐山梶谷 （とさやまかじたに）
- 土佐山 （とさやま）
- 土佐山高川 （とさやまたかかわ）
- 土佐山桑尾 （とさやまくわお）
- 土佐山都網 （とさやまつあみ）
- 土佐山弘瀬 （とさやまひろせ）
- 土佐山東川 （とさやまひがしがわ）
- 土佐山中切 （とさやまなかぎり）

春野

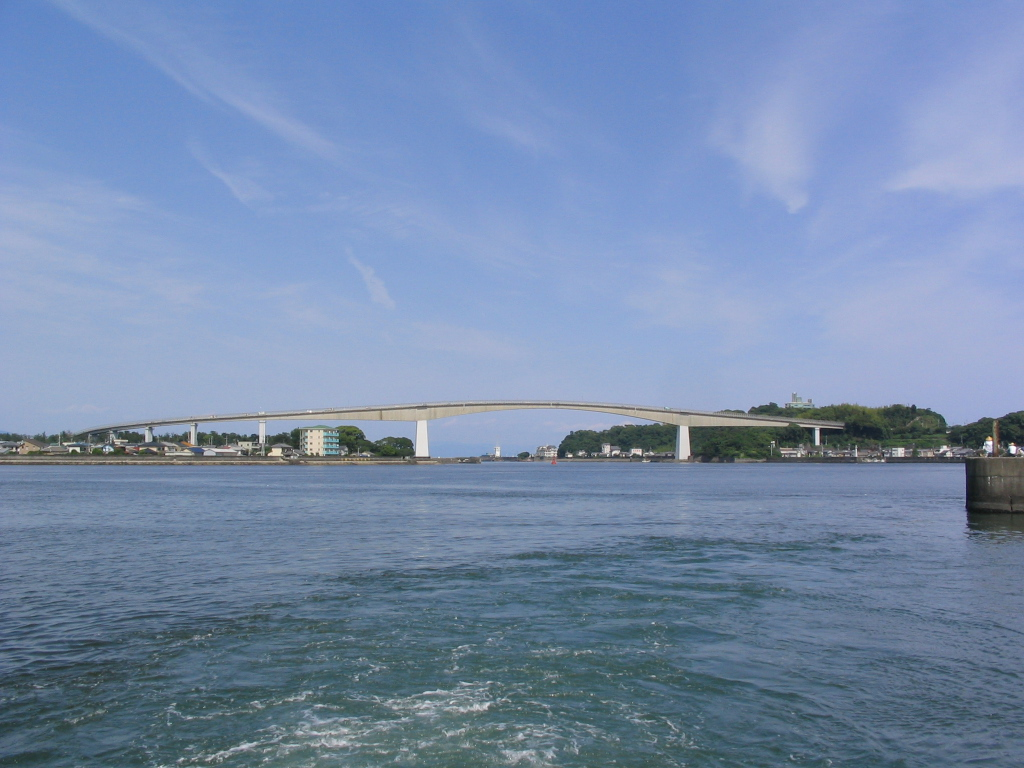
浦戸大橋

- 春野町弘岡上 （はるのちょうひろおかかみ）
- 春野町弘岡中 （はるのちょうひろおかなか）
- 春野町弘岡下 （はるのちょうひろおかしも）
- 春野町西分 （はるのちょうにしぶん）
- 春野町芳原 （はるのちょうよしはら）
- 春野町内ノ谷 （はるのちょううちのたに）
- 春野町西諸木 （はるのちょうにしもろぎ）
- 春野町東諸木 （はるのちょうひがしもろぎ）
- 春野町秋山 （はるのちょうあきやま）
- 春野町甲殿 （はるのちょうこうどの）
- 春野町仁ノ （はるのちょうにの）
- 春野町西畑 （はるのちょうさいばた）
- 春野町森山 （はるのちょうもりやま）
- 春野町南ヶ丘一-九丁目 （はるのちょうみなみがおか）

### 人口
| |                                        |  |
| 高知市と全国の年齢別人口分布（2005年） | 高知市の年齢・男女別人口分布（2005年） |  |
| ■紫色 ― 高知市 ■緑色 ― 日本全国 | ■青色 ― 男性 ■赤色 ― 女性              |  |
| 高知市（に相当する地域）の人口の推移 \| 1970年（昭和45年） \| 265,571人 \| \| \| 1975年（昭和50年） \| 298,171人 \| \| \| 1980年（昭和55年） \| 318,266人 \| \| \| 1985年（昭和60年） \| 330,956人 \| \| \| 1990年（平成2年） \| 335,287人 \| \| \| 1995年（平成7年） \| 339,864人 \| \| \| 2000年（平成12年） \| 348,979人 \| \| \| 2005年（平成17年） \| 348,990人 \| \| \| 2010年（平成22年） \| 343,393人 \| \| \| 2015年（平成27年） \| 337,190人 \| \| \| 2020年（令和2年） \| 326,545人 \| \| |                                        |  |
| 総務省統計局 国勢調査より |                                        |  |
| 1970年（昭和45年） | 265,571人                              |  |
| 1975年（昭和50年） | 298,171人                              |  |
| 1980年（昭和55年） | 318,266人                              |  |
| 1985年（昭和60年） | 330,956人                              |  |
| 1990年（平成2年） | 335,287人                              |  |
| 1995年（平成7年） | 339,864人                              |  |
| 2000年（平成12年） | 348,979人                              |  |
| 2005年（平成17年） | 348,990人                              |  |
| 2010年（平成22年） | 343,393人                              |  |
| 2015年（平成27年） | 337,190人                              |  |
| 2020年（令和2年） | 326,545人                              |  |

本市の人口はここ数年減少傾向にあるが、県全体に比べれば小幅に留まっている。県内人口占有率は平成17年国勢調査で43.83%、平成22年調査で44.92%、高知県推計人口調査の平成23年2月1日付で45%を突破するなど、集積が進んでいる。平成24年5月1日現在、都道府県内人口占有率が45%を超えている自治体は、東京特別区を除けば京都府京都市、宮城県仙台市と本市の3市のみである。

### 隣接自治体
高知県
- 南国市
- 土佐市
- 土佐郡
  - 土佐町
- 吾川郡
  - いの町

## 歴史

### 沿革
明治時代

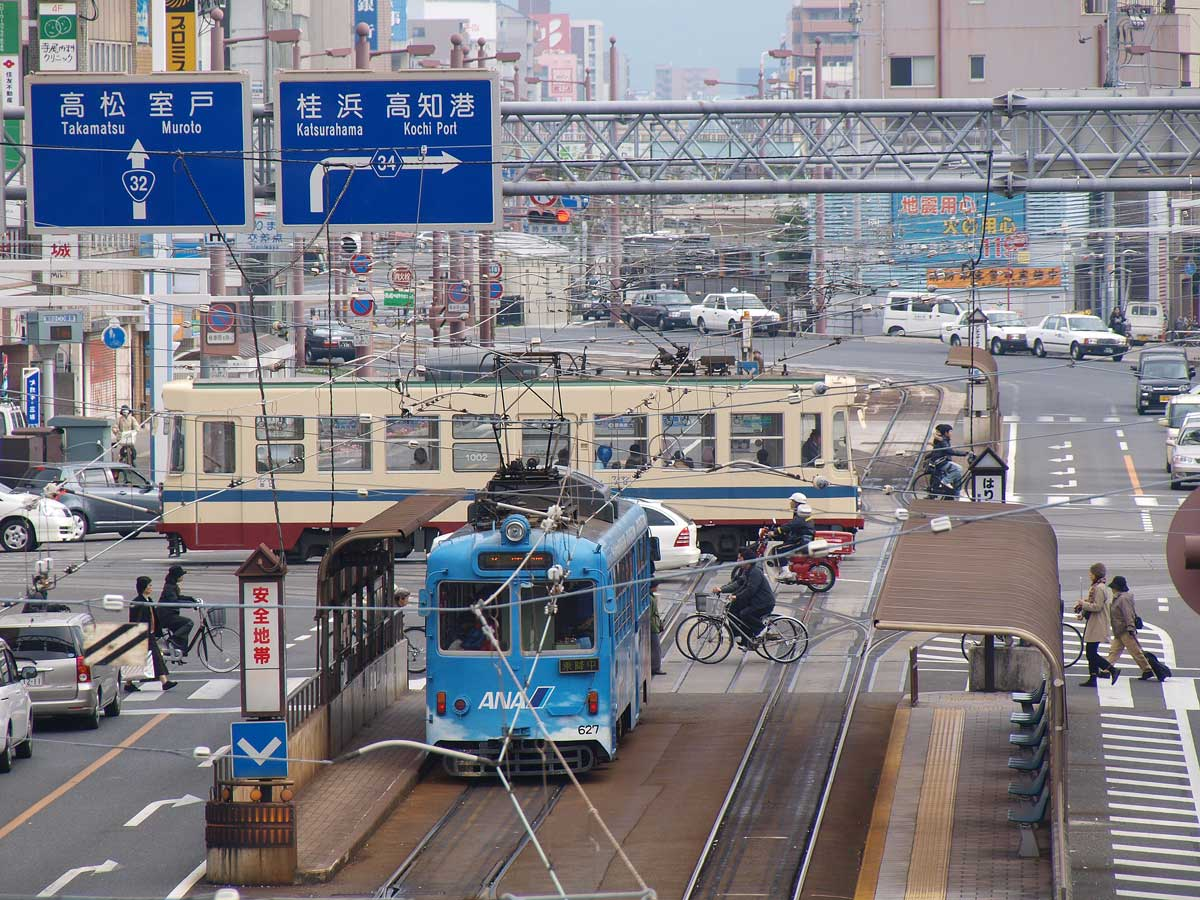
とさでん交通(はりまや交差点)

- 1889年（明治22年）4月1日 - 土佐郡直轄であった上街、高知街、南街、北街が市制施行。高知市となる。当時の面積は2.80 km2、人口は21,823人 （人口密度7,794人/km2）であった。
- 1904年（明治37年）5月2日 - 土佐電気鉄道が開業（現存する日本最古の路面電車）。

大正時代
- 1920年（大正9年） - 第1回国勢調査での人口は49,329人。当時の市域面積は5.76 km2（8,564人/km2）。
- 1924年（大正13年）11月15日 - 日下駅〜高知駅間の鉄道（現在の土讃線）が開業し、須崎駅と結ばれる。
- 1925年（大正14年）12月5日 - 高知線のうち高知駅 - 土佐山田駅間が開業。高知城三の丸広場で全通祝賀式が開催される[6]。

昭和時代（戦前）
- 1936年（昭和11年）8月1日 - 市内全域で町名・地番変更を実施。61町が206町に増加[7]
- 1937年（昭和12年） - 南国土佐大博覧会が開催される。
- 1939年（昭和14年）10月 - 「高知市歌」（初代）を制定。
- 1945年（昭和20年）7月4日 - 高知大空襲。死者401人、罹災家屋約12000戸。

昭和時代（戦後）
- 1946年（昭和21年）12月21日 - 南海地震発生により被害。
- 1948年（昭和23年）3月3日 - 「高知市歌」（2代目、現行）を制定。
- 1950年（昭和25年）3月22日 - 昭和天皇の戦後巡幸。追手前高校。国立高知病院などに行幸[8]。
- 1956年（昭和31年） - 浦戸湾巡航船が廃止。
- 1958年（昭和33年）4月 - 前市役所本庁舎が完成。
- 1966年（昭和41年）8月1日 - 高知市で初の住居表示を実施（上街地区と下知地区の各一部）。
- 1970年（昭和45年）8月20日〜8月21日 - 台風10号の影響により土佐湾沿岸では異常な高潮が発生し満潮時と重なったため、海水は防潮堤や河川護岸を乗り越えあるいはそれを決壊させ、高知市周辺一帯が水没し、当時の坂本市長がテレビで避難を呼びかけた。
- 1972年（昭和47年）
  - 8月1日 - 高知街、南街、北街の各地区で住居表示を実施。これにより市役所の住所が高知市帯屋町105番地から高知市本町五丁目1番45号に変更。
  - 9月15日 - 集中豪雨により比島町二丁目で土砂崩れ。11戸が全半壊して生き埋めとなった10人が死亡、3人が重軽傷[9]。
- 1976年（昭和51年）9月12日〜9月13日 - 高知市では12日午後から雨が強くなり18時までの1時間に89.5mmの雨量を観測、高知市の総雨量は1,305mmに達する。このため被害は鏡川流域に集中、高知市の各河川はことごとく氾濫し、満潮時と重なったこともあって浸水被害は3万数千戸に及んだ。山崩れも相次ぎ死者行方不明者5人[10]。
- 1978年（昭和60年）5月21日：昭和天皇が第29回全国植樹祭に合わせて市内を行幸[11]。

平成時代
- 1998年（平成10年）
  - 3月20日 - 高知自動車道の高知IC〜川之江JCT間が開通する。
  - 4月1日 - 中核市へ移行。
  - 9月24日〜9月25日 - 平成10年9月豪雨が発生。大津・高須地区を中心に広く水没した。高知市比島では、1時間に129.5mmの猛烈な雨を観測している。マンホールの蓋がはずれ2人が死亡する事故が発生した他、高知県立美術館が水没するなど、市内各地で被害が発生した。
- 2000年（平成12年） - この年の国勢調査での人口は330,654人。当時の面積は144.95 km2（2,281人/km2）。
- 2001年（平成13年）
  - 3月24日 - 午後3時28分、芸予地震発生。この地震で同市本町で震度5弱を観測した。
  - 6月30日 - 戸籍事務の電子化。
  - 7月1日 - 市民生活部市民課の窓口部門が統合し「中央窓口センター」発足、支所が廃止される。
- 2008年（平成20年）2月11日 - 下知地区の北部（通称: 弥右衛門）で住居表示を実施。
- 2015年（平成27年）9月 - 市役所新庁舎整備のため仮庁舎に移転[12]。

令和時代
- 2020年（令和2年）2月4日 - 市役所新庁舎での業務開始。
- 2024年（令和6年）8月8日 - 南海トラフ地震臨時情報が初めて発出[13]。同年8月15日に解除されるまで避難所が設置された[14]。

### 行政区域の変遷
- 1917年（大正6年）3月15日 - 土佐郡江ノ口町を編入。
- 1925年（大正14年）
  - 1月1日 - 土佐郡旭村を編入。
  - 8月1日 - 土佐郡鴨田村鴨部の一部を編入。
- 1926年（大正15年）
  - 1月15日 - 土佐郡下知町を編入。
  - 1月25日 - 土佐郡潮江村を編入。
- 1927年（昭和2年）5月1日 - 土佐郡小高坂村を編入。面積30.63 km2となる。年末の人口82,536人（2,695人/km2）。
- 1935年（昭和10年）9月1日 - 土佐郡秦村・初月村を編入。面積49.29 km2となる。この年の国勢調査での人口は103,405人（2,098人/km2）。
- 1942年（昭和17年）6月1日 - 長岡郡三里村・五台山村・高須村、土佐郡鴨田村・布師田村・一宮村・朝倉村、吾川郡長浜町・浦戸村・御畳瀬村を編入。面積133.12 km2となる。年末の人口141,619人（1,046人/km2）。
- 1972年（昭和47年）2月1日 - 長岡郡大津村・介良村を編入。面積144.52 km2となる。人口約262,000人（約1,830
- 1975年（昭和50年） - 南国市岡豊町蒲原の一部を編入。
- 1989年（平成元年）4月1日 - 南国市伊達野及び稲生の各一部を編入。この地域と介良甲・介良乙の各一部をもって「潮見台一丁目〜潮見台三丁目」に町名変更。
- 2004年（平成16年）2月3日 - 1997年（平成9年）からの三里地区の公有水面埋立完了により市の面積が145.00 km2となる。
- 2005年（平成17年）1月1日 - 土佐郡土佐山村・鏡村を編入。編入した旧二村の人口はあわせて約2,800人であり、市全体の1%にも満たないが、市域は従来の145.00 km2（約2,300人/km2）から、およそ1.8倍の264.28 km2（約1,250人/km2）に広がった。
- 2008年（平成20年）1月1日 - 吾川郡春野町を編入。面積309.22 km2、推計人口約347,000人、住民基本台帳人口約343,000人（約1,110人/km2）となった。

## 政治

### 行政

#### 市政機関
市役所
- 高知市役所
- 高知市保健所
- 高知市中央卸売市場

### 立法

#### 市議会
構成（定数34人）
| 会派                 | 議席数 | 議席占有率 |
| -------------------- | ------ | ---------- |
| 市民クラブ           | 9      | 24.47%     |
| 日本共産党高知市議団 | 7      | 20.58%     |
| 保守・中道クラブ     | 7      | 20.58%     |
| 高知市議会公明党     | 6      | 17.64%     |
| 新こうち未来         | 3      | 8.82%      |
| 山嶽会               | 1      | 2.94%      |
| 清和クラブ           | 1      | 2.94%      |

#### 県議会
- 定数：15名
- 任期：2019年4月30日 - 2023年4月29日

| 議員名     | 会派名       | 備考             |
| ---------- | ------------ | ---------------- |
| 大石宗     | 一燈立志の会 | 無所属           |
| 桑名龍吾   | 自由民主党   |                  |
| 山崎正恭   | 公明党       |                  |
| 上田貢太郎 | 自由民主党   |                  |
| 三石文隆   | 自由民主党   |                  |
| 坂本茂雄   | 県民の会     | 社会民主党推薦   |
| 土居央     | 自由民主党   |                  |
| 中根佐知   | 日本共産党   |                  |
| 黒岩正好   | 公明党       |                  |
| 西森雅和   | 公明党       |                  |
| 塚地佐智   | 日本共産党   |                  |
| 田所裕介   | 県民の会     | 党籍は立憲民主党 |
| 米田稔     | 日本共産党   |                  |
| 西内隆純   | 自由民主党   |                  |
| 吉良富彦   | 日本共産党   |                  |

#### 国会
衆議院
- 任期 ： 2021年（令和3年）10月31日 - 2025年（令和7年）10月30日（「第49回衆議院議員総選挙」参照）

| 選挙区                                       | 議員名   | 党派名     | 当選回数 | 備考   |
| -------------------------------------------- | -------- | ---------- | -------- | ------ |
| 高知県第1区（高知市の一部など）              | 中谷元   | 自由民主党 | 10       | 選挙区 |
| 高知県第2区（1区に属さない高知市の一部など） | 尾﨑正直 | 自由民主党 | 1        | 選挙区 |

### 司法

#### 裁判所
- 高知地方裁判所
- 高知家庭裁判所
- 高知簡易裁判所

## 官公庁・施設

### 国家機関

#### 内閣府
警察庁
- 中国四国管区警察局
  - 四国警察支局高知県情報通信部

#### 総務省
- 中国四国管区行政評価局
  - 四国管区行政評価支局高知行政監視行政相談センター

#### 法務省
- 高知地方法務局
- 高知刑務所
- 高知少年鑑別所
- 高知保護観察所

出入国在留管理庁
- 高松出入国在留管理局高知出張所

検察庁
- 高知地方検察庁
  - 高知区検察庁

#### 財務省
- 四国財務局高知財務事務所
- 神戸税関高知税関支署

国税庁
- 高松国税局高知税務署

#### 厚生労働省
- 四国厚生支局高知事務所
- 高知労働局
  - 高知労働基準監督署
  - 高知公共職業安定所
- 広島検疫所高知出張所

日本年金機構
- 高知東年金事務所
- 高知西年金事務所

#### 農林水産省
- 中国四国農政局高知県拠点
- 神戸植物防疫所坂出支所高知出張所

林野庁
- 四国森林管理局 - 高知県に所在する国の管区単位の機関としては唯一の機関である。

#### 国土交通省
- 四国地方整備局
  - 高知河川国道事務所
  - 土佐国道事務所
  - 高知港湾・空港整備事務所
- 四国運輸局高知運輸支局
- 大阪航空局高知空港事務所

気象庁
- 高知地方気象台

海上保安庁
- 第五管区海上保安本部高知海上保安部

#### 防衛省
自衛隊
- 自衛隊高知地方協力本部

### 県政機関
- 高知県庁
- 高知県教育委員会
- 高知県公安委員会
- 高知県公営企業局

### 施設

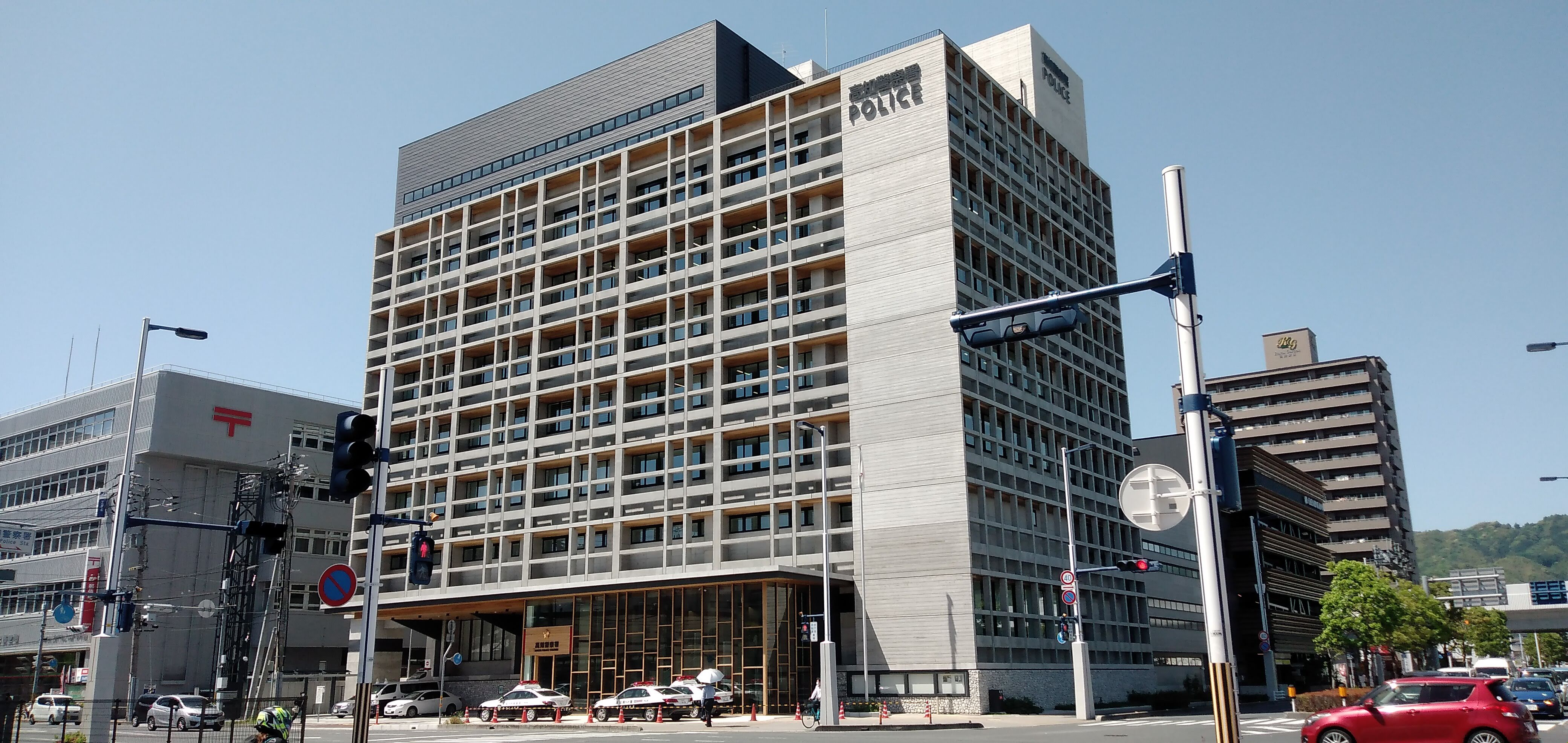
高知警察署

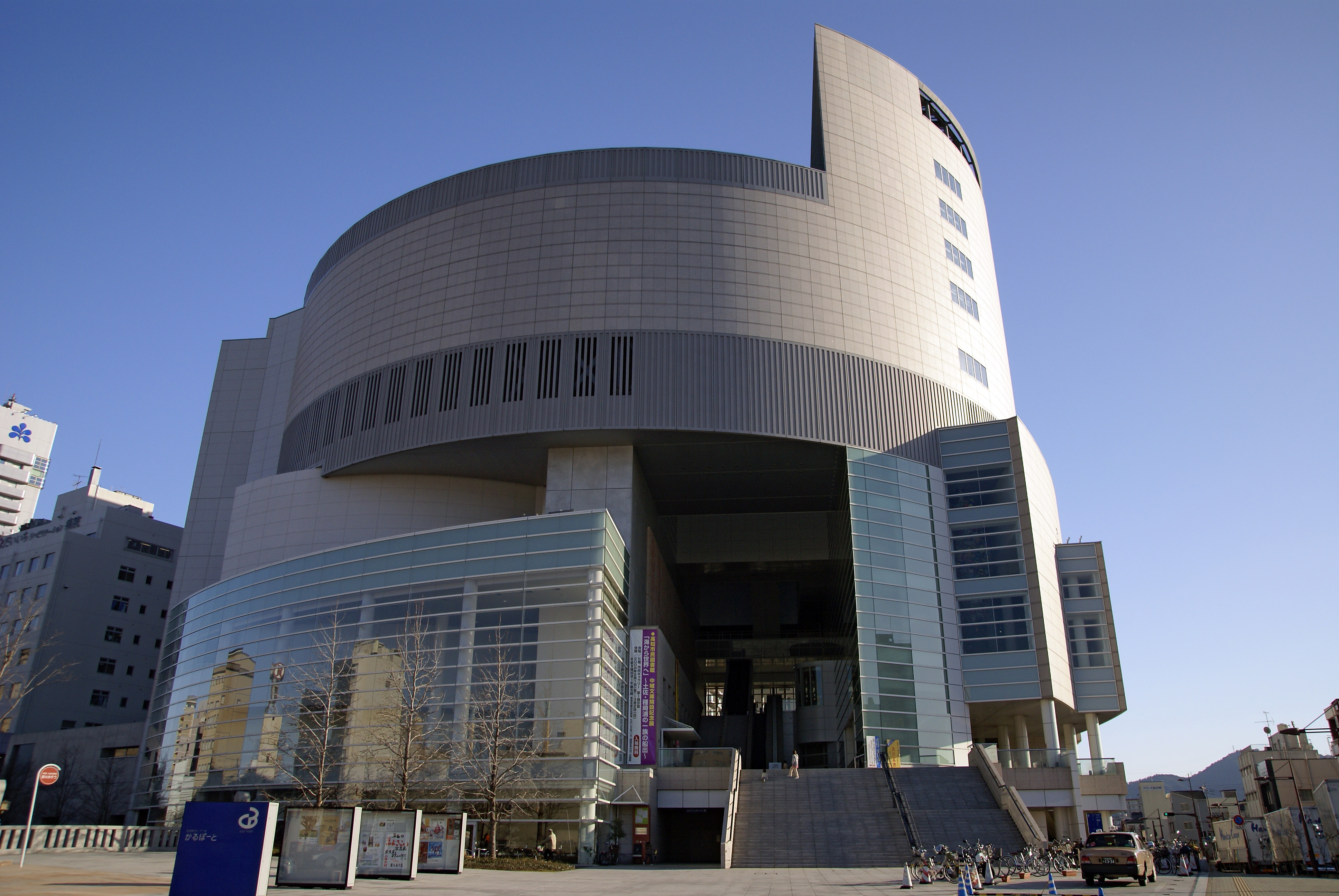
高知市文化プラザかるぽーと

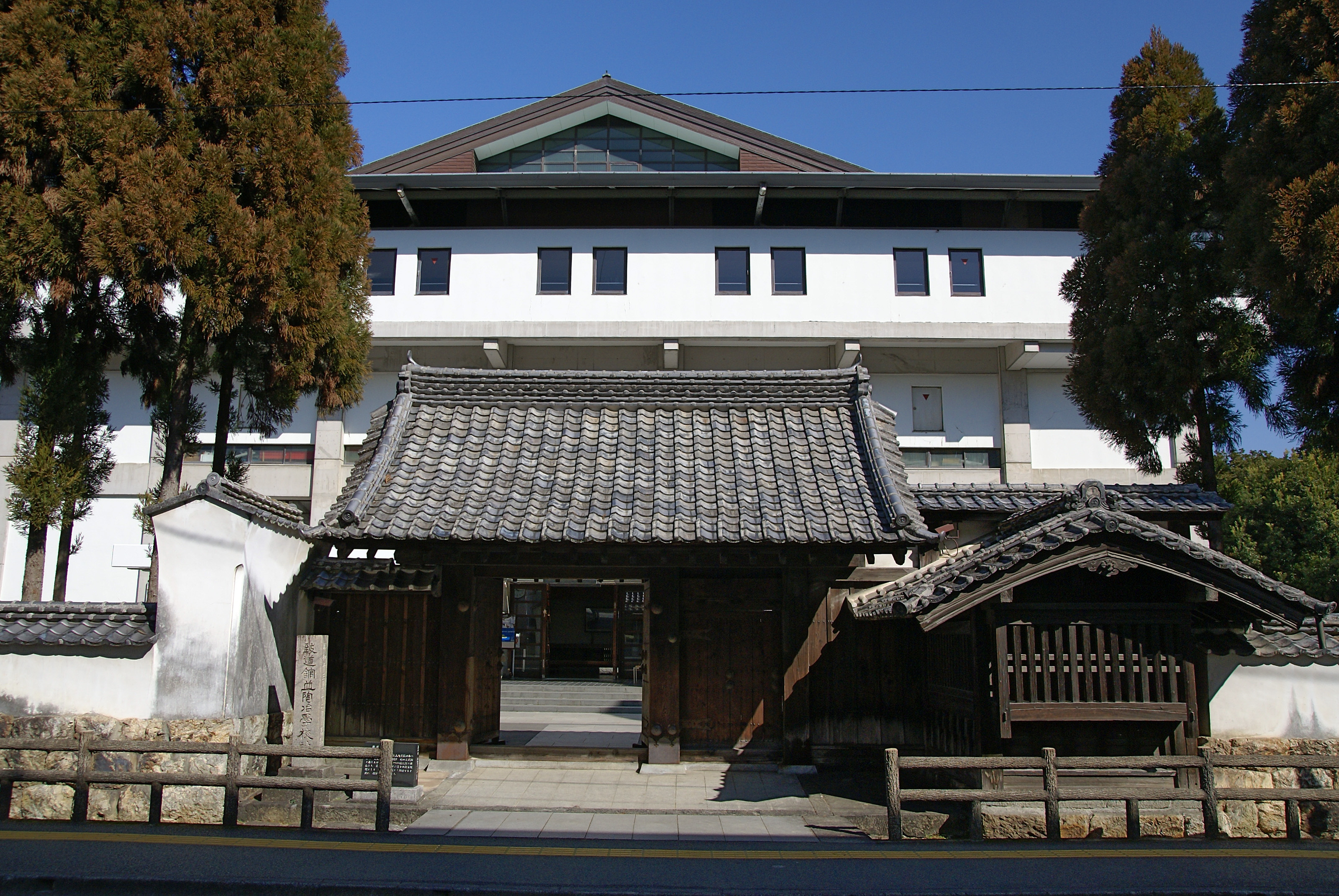
高知県立武道館

#### 警察
本部
- 高知県警察

警察署
- 高知警察署（北本町一丁目10-12）
- 高知南警察署（桟橋通四丁目15番11号）
- 高知東警察署（大津乙807-1）

#### 消防
本部
- 高知市消防局

消防署
- 中央消防署（筆山町3-4、4-5）
- 北消防署（秦南町一丁目4-63-22号）
- 東消防署（高須砂地230-2）
- 南消防署（春野町芳原1015）

#### 医療・福祉
- 高知医療センター
- 国立病院機構高知病院
- 高知赤十字病院
- 近森病院

#### 文化施設
科学館
- 高知みらい科学館（オーテピア5階）

コンサートホール
- 高知市文化プラザかるぽーと
- 高知県民文化ホール

図書館
- オーテピア - 2018年（平成30年）7月24日開館、高知県立図書館と高知市民図書館本館が移転、共同運営により一体となった「図書館等複合施設」。
  - オーテピア高知図書館（2階・3階・4階）
  - オーテピア高知声と点字の図書館（1階）

- 高知こどもの図書館
- 子ども科学図書館
- 潮江市民図書館
- 下知市民図書館
- 江の口市民図書館
- 旭市民図書館
- 長浜市民図書館
- 春野市民図書館

その他、市内各所のふれあいセンターにも図書室がある。
集落活動センター
- 北七ツ渕集落活動センター「たけのこの里」
- 集落活動センター梅の木
- 集落活動センター仁ノ万葉の里

その他
- 高知市青年センター
- 高知県産業振興（ぢばさん）センター

#### 娯楽施設
スポーツ施設、動物園、屋台村
- 高知県立武道館
- 高知県立春野総合運動公園陸上競技場・野球場
- 高知市東部総合運動場（白鷺苑）
- 高知市総合体育館
- 高知市野球場
- 高知競輪場・陸上競技場（りょうまスタジアム）
- 高知競馬場
- ひろめ市場
- わんぱーくこうち
  - わんぱーくこうちアニマルランド（動物園）

映画館
- あたご劇場（高知市愛宕町）
- TOHOシネマズ高知（イオンモール高知内）

## 対外関係

### 姉妹都市・提携都市

#### 国内

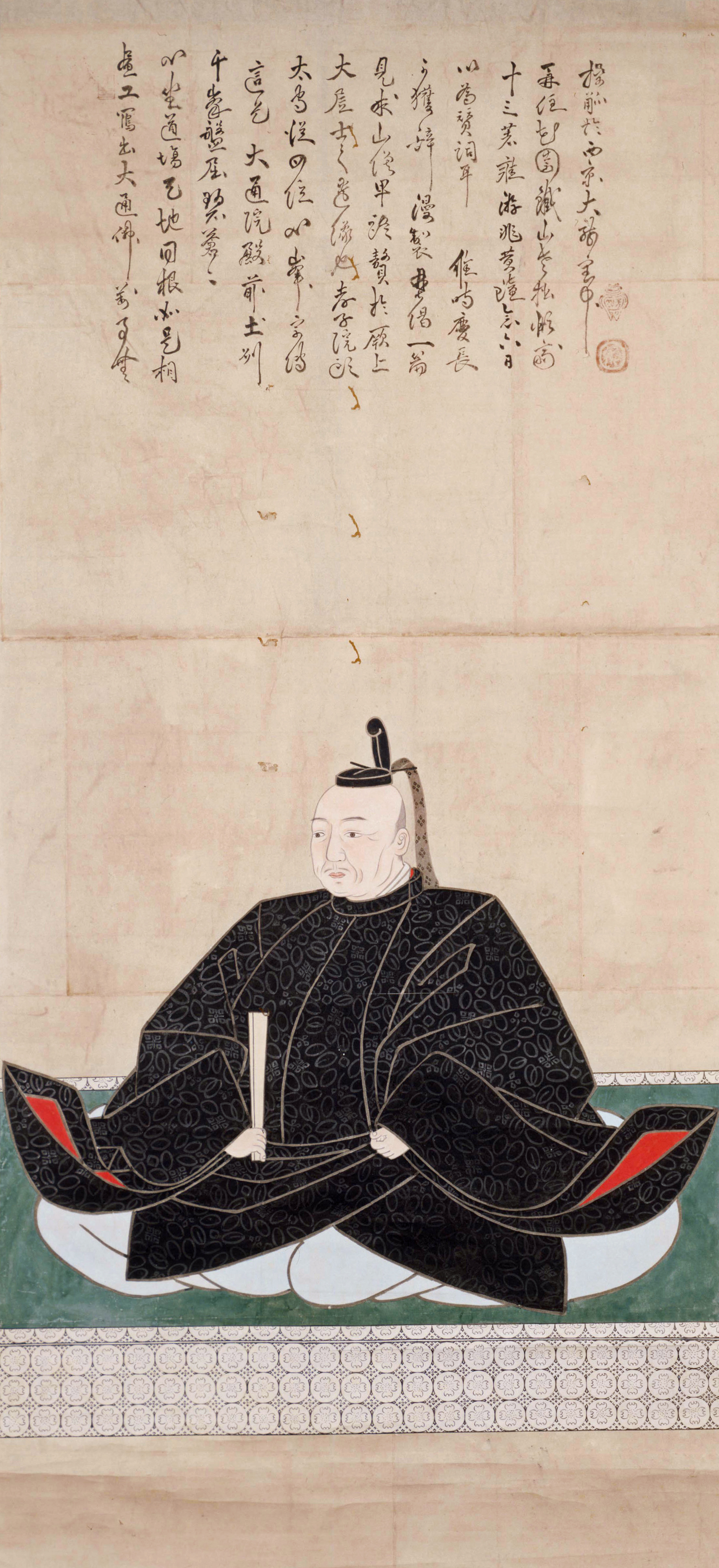
山内一豊像(鉄山宗鈍賛、模写)

姉妹都市
- 北見市（北海道） - 1986年（昭和61年）4月28日 姉妹都市提携

その他
- 一豊公&千代様サミット
山内一豊と千代(見性院)との関係が深い市町および関係を大切にしている市町の集まりに参加している。1994年から2007年まで毎年開催。
2006年に大河ドラマ「功名が辻」が放映され、一定の成果を収めたことから、翌2007年より民間主導に切り替えられた。
※関連リンク：山内一豊、千代（見性院）
- 龍馬の絆都市間交流
2014年（平成26年）11月15日 龍馬の絆で結ぶ都市間交流宣言締結[16]

#### 海外
姉妹都市
| 自治体名   | 国名           | 地域名           | 提携日                    |
| ---------- | -------------- | ---------------- | ------------------------- |
| フレズノ市 | アメリカ合衆国 | カリフォルニア州 | 1965年（昭和40年）2月11日 |
| スラバヤ市 | インドネシア   | 東ジャワ州       | 1997年（平成9年）4月17日  |
| 木浦市     | 大韓民国       | 全羅南道         | 2012年（平成24年）11月9日 |

友好都市
| 自治体名 | 国名           | 地域名 | 提携日                    |
| -------- | -------------- | ------ | ------------------------- |
| 蕪湖市   | 中華人民共和国 | 安徽省 | 1985年（昭和60年）4月19日 |

提携都市
| 自治体名 | 国名               | 地域名       | 提携日 |
| -------- | ------------------ | ------------ | ------ |
| コチア市 | ブラジル連邦共和国 | サンパウロ州 |        |
| クチン市 | マレーシア連邦     | サラワク州   |        |

### 姉妹港・提携港
高知新港
- スービック港（フィリピン共和国 中部ルソン地方 サンバレス州）- 1998年（平成10年）2月17日
- 青島港（中華人民共和国 山東省）- 1998年（平成10年）4月4日
- コロンボ港（スリランカ民主社会主義共和国 西部州 コロンボ県）- 1998年（平成10年）4月4日
- タンジュン・ペラック港（インドネシア共和国 東ジャワ州 スラバヤ市）- 1998年（平成10年）5月12日
- 木浦港（大韓民国）- 2007年（平成19年）9月3日

### 国際機関

#### 領事館
名誉総領事館
- 在高知ミクロネシア連邦名誉総領事館

名誉領事館
- 在高知キルギス共和国名誉領事館

## 経済

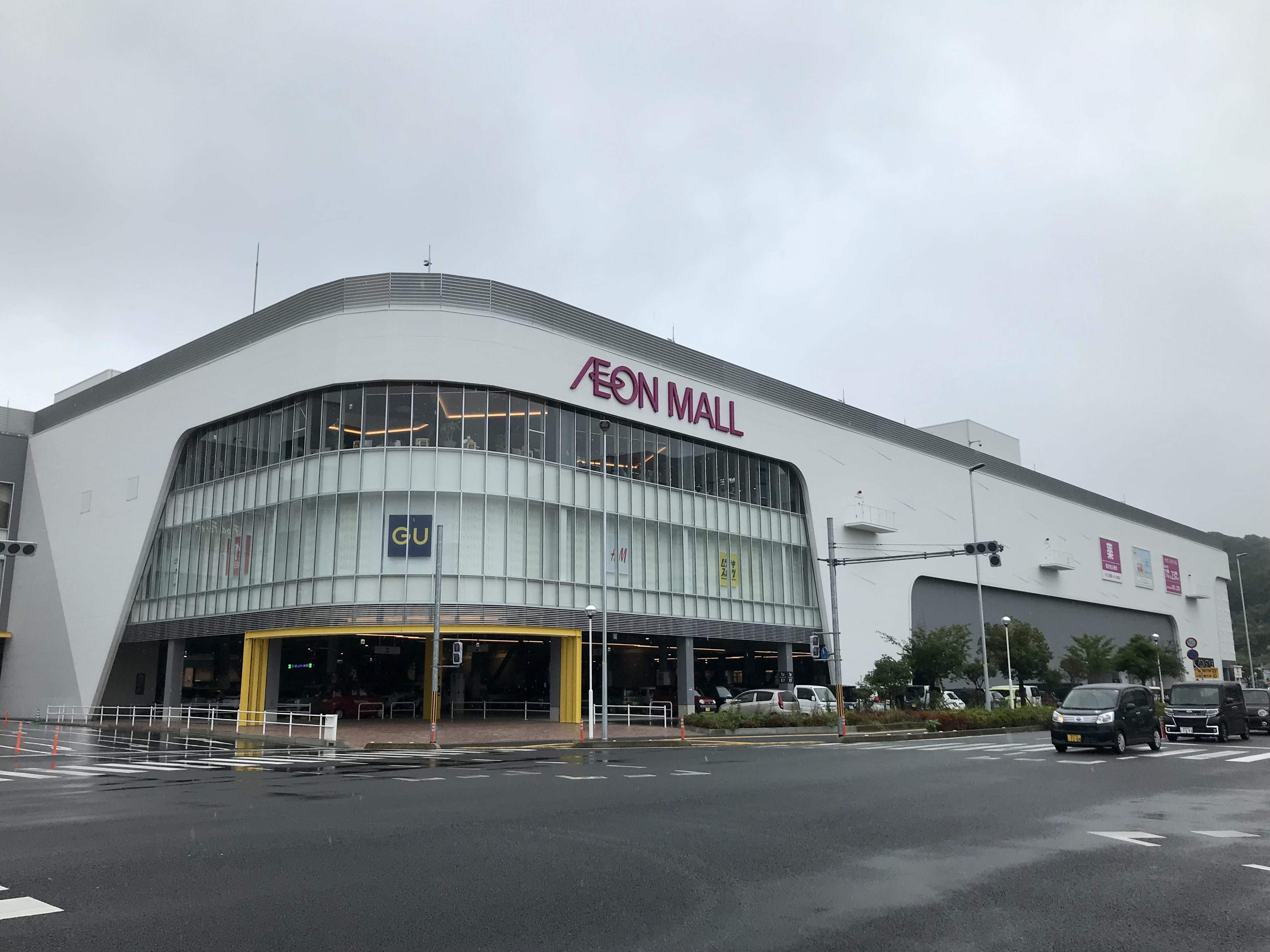
イオンモール高知(東棟)

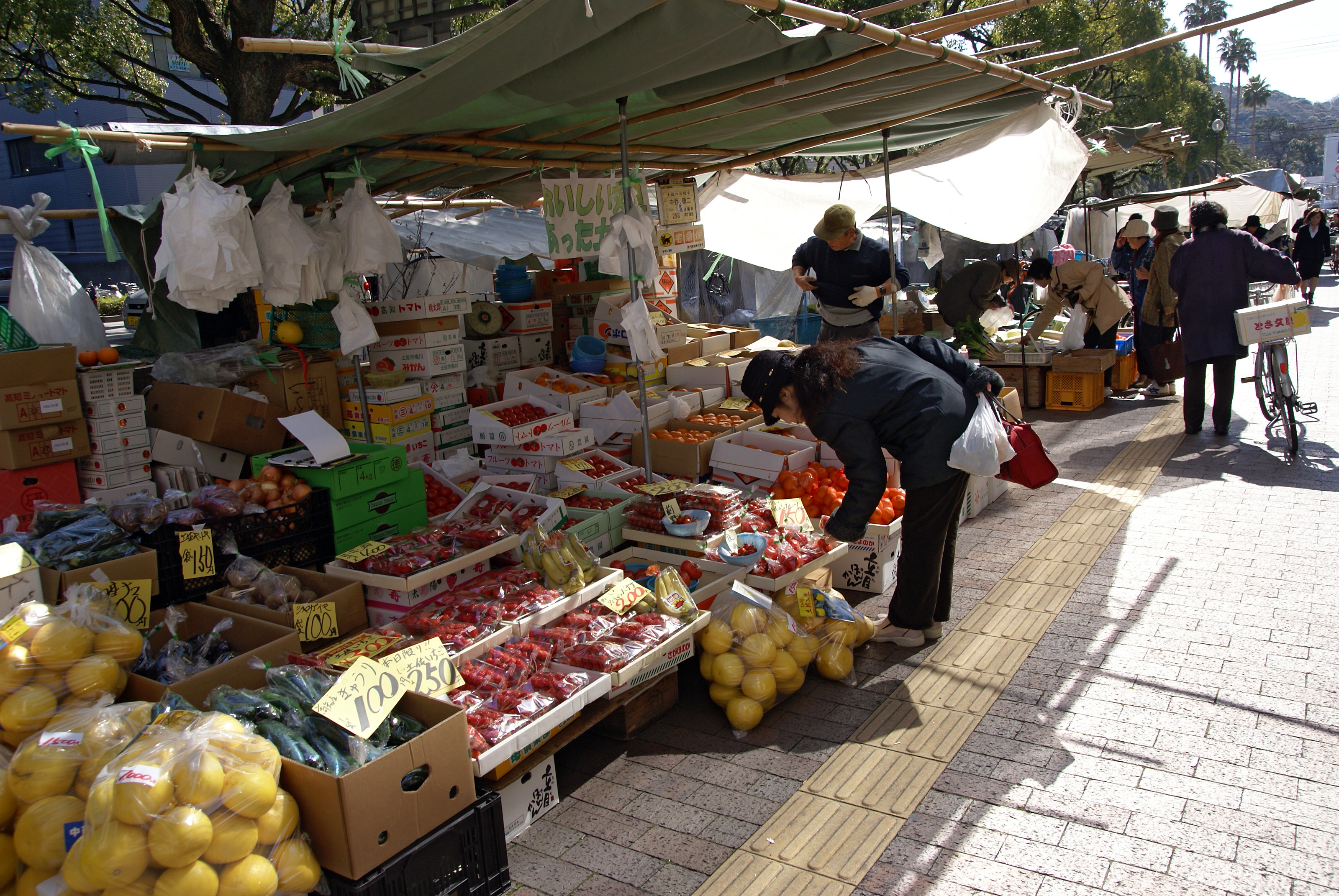
木曜市

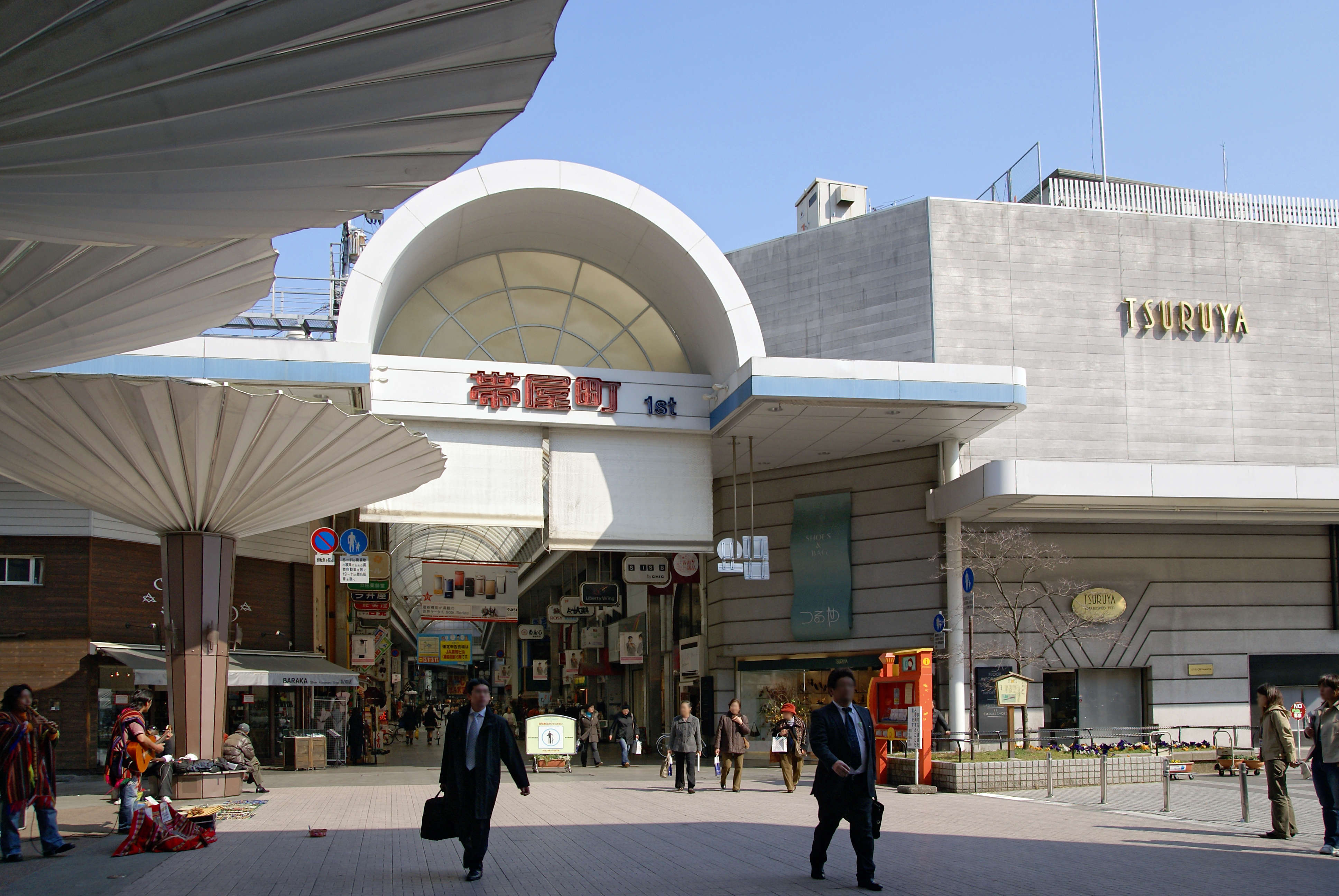
帯屋町1丁目商店街

### 第三次産業

#### 商業
高知城やはりまや橋を中心にして中心市街地が形成されており、その地域内に代表的な繁華街である帯屋町商店街（帯屋町アーケード）や京町新京橋商店街などがある。
主な商店街
- 帯屋町商店街 - 全長714m。帯屋町1丁目商店街、帯屋町2丁目商店街、壱番街アーケードで構成される。
- おびさんロード
- 大橋通り商店街
- 枡形商店街
- はりまや橋商店街 - 全長120m
- 京町新京橋商店街
- 上町商店街
- 愛宕商店街
- 中の橋商店街
- 魚の棚商店街
- 万々商店街
- 菜園場商店街

百貨店については、かつてはとでん西武百貨店もあったが、高知西武に改称後の2002年12月に閉店したのちは高知大丸のみが立地している。

### 本社を置く企業
- 旭食品 （本社機能は南国市）
- 浜幸
- 四国銀行
- 現代企業社
- 高知銀行
- 技研製作所
- 高知市農業協同組合

- 高知県農業協同組合
- 高知信用金庫
- カメラのキタムラ（本社機能は東京都新宿区）
- サニーマート
- 兼松エンジニアリング
- ニッポン高度紙工業

高知市に本店を置く金融機関はつい最近まで法人向けインターネットバンキングを提供していなかったが、2006年8月に四国銀行がサービスを開始した。

## 情報・生活

### マスメディア

#### 新聞社
- 高知新聞
- 高知民報

#### 放送局
主なテレビ局
- NHK高知放送局
- 高知放送（NNN系列）
- テレビ高知（JNN系列）

- 高知さんさんテレビ（FNN系列）
- 高知ケーブルテレビ（ケーブルテレビ局）

主なラジオ局
- 高知放送（JRN・NRNクロスネット）
- エフエム高知（JFN系列）

- 高知シティエフエムラジオ放送

#### 中継局
主な発信局･中継局
- 高知ラジオ送信所
- 高知親局送信所
- 五台山中継局

### ライフライン

#### 電力
- 四国電力高知支店
- 高知県公営企業局

#### ガス
- 四国ガス高知支店

#### 上下水道
- 高知県公営企業局
- 高知市上下水道局

#### 電信
- NTT西日本高知支店

## 教育
高知市には「高知市大学等奨学資金奨学生」という奨学金制度がある。なお、奨学金は返還義務がともなう。

### 大学
国立
- 高知大学

公立

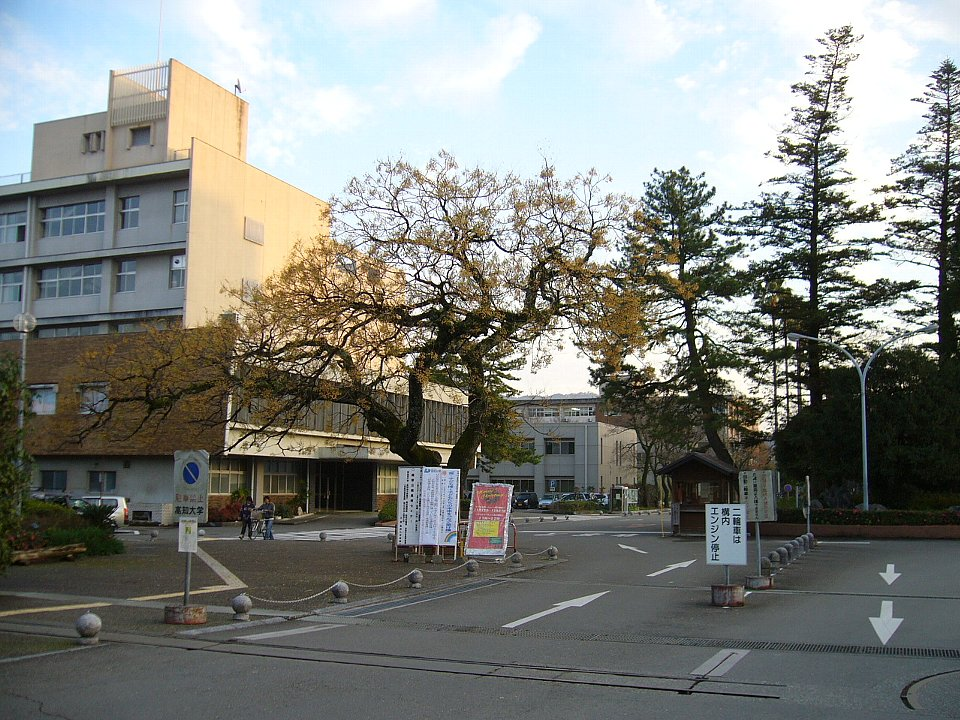
高知大学朝倉キャンパス

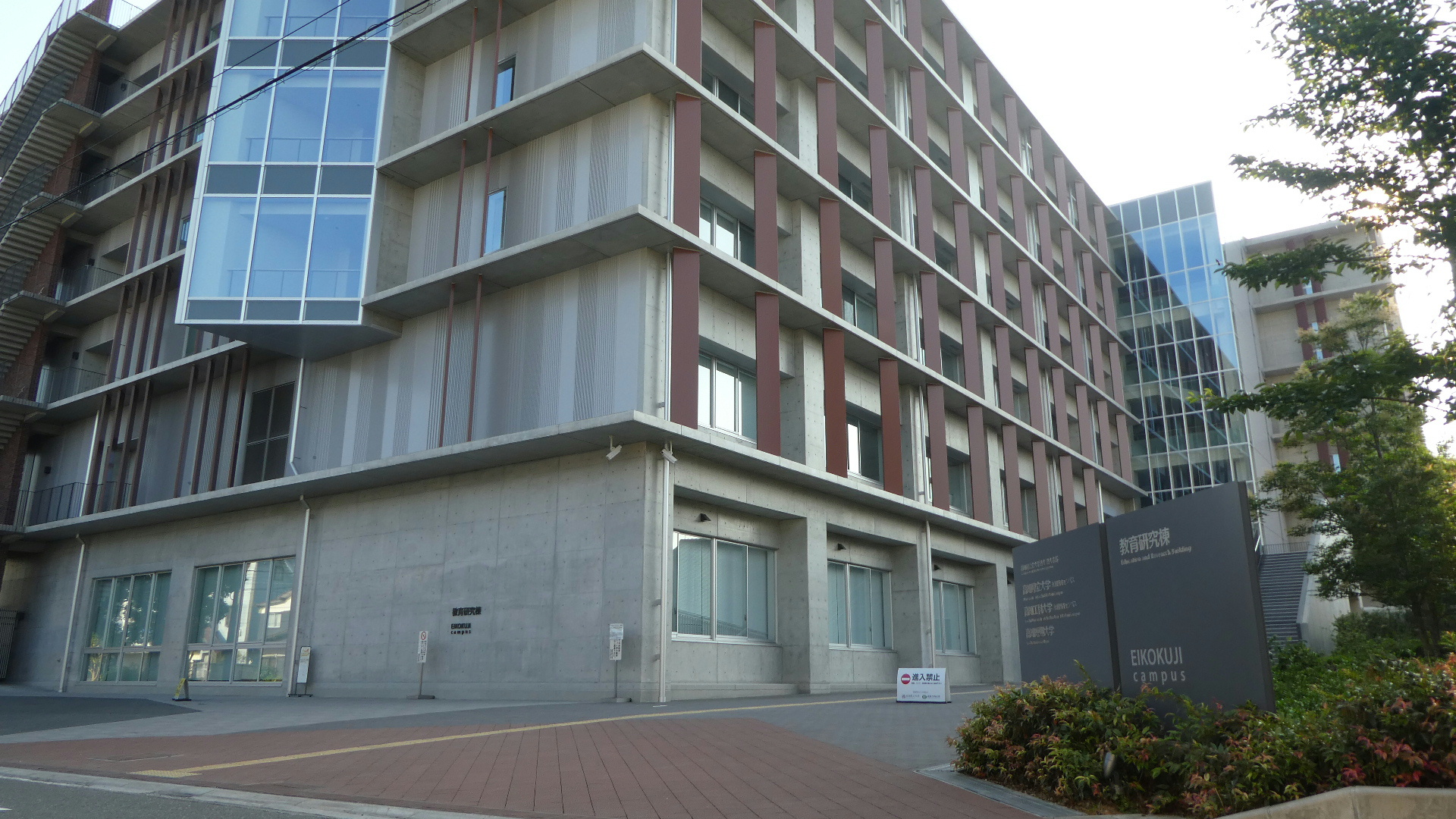
高知県公立大学法人永国寺キャンパス

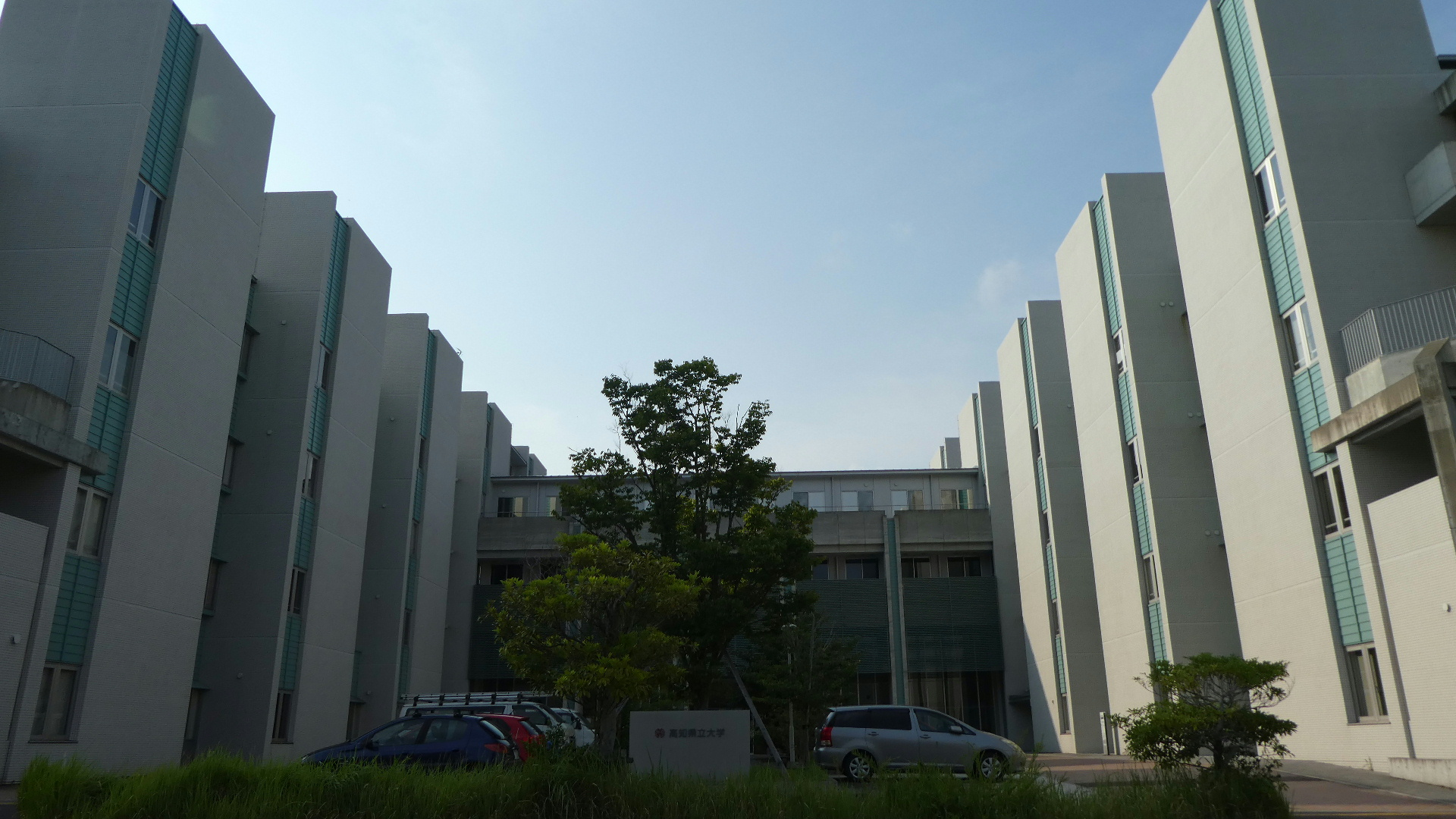
高知県立大学池キャンパス

- 高知県立大学 池キャンパス・永国寺キャンパス
- 高知工科大学 永国寺キャンパス - 本部及び工学系3学群の所在地は高知県香美市。大学設置団体たる高知県公立大学法人本部と経済・マネジメント学群が高知市に所在する。

私立
- 放送大学 高知学習センター
- 高知学園大学
- 高知健康科学大学

### 短期大学
私立
- 高知学園短期大学

廃止・閉学
- 高知女子大学保育短期大学部（県立、1998年（平成10年）3月に廃止）
- 土佐女子短期大学（私立、2006年（平成18年）3月閉学）
- 高知短期大学（県立、2020年（令和2年）2月廃止）

### 専修学校
- RKC調理製菓専門学校
- 高知医療学院
- 高知語学&ビジネス専門学校
- 高知開成専門学校
- 高知情報ビジネス専門学校

- 高知福祉専門学校
- 高知文化服装専門学校
- 高知理容美容専門学校
- 国際デザイン・ビューティカレッジ
- 国立病院機構高知病院附属看護学校
- 四国医療工学専門学校

- 土佐情報経理専門学校
- 土佐リハビリテーションカレッジ
- 平成福祉専門学校
- 洋影編物専門学校（休校中）
- 龍馬看護ふくし専門学校

### 高等学校

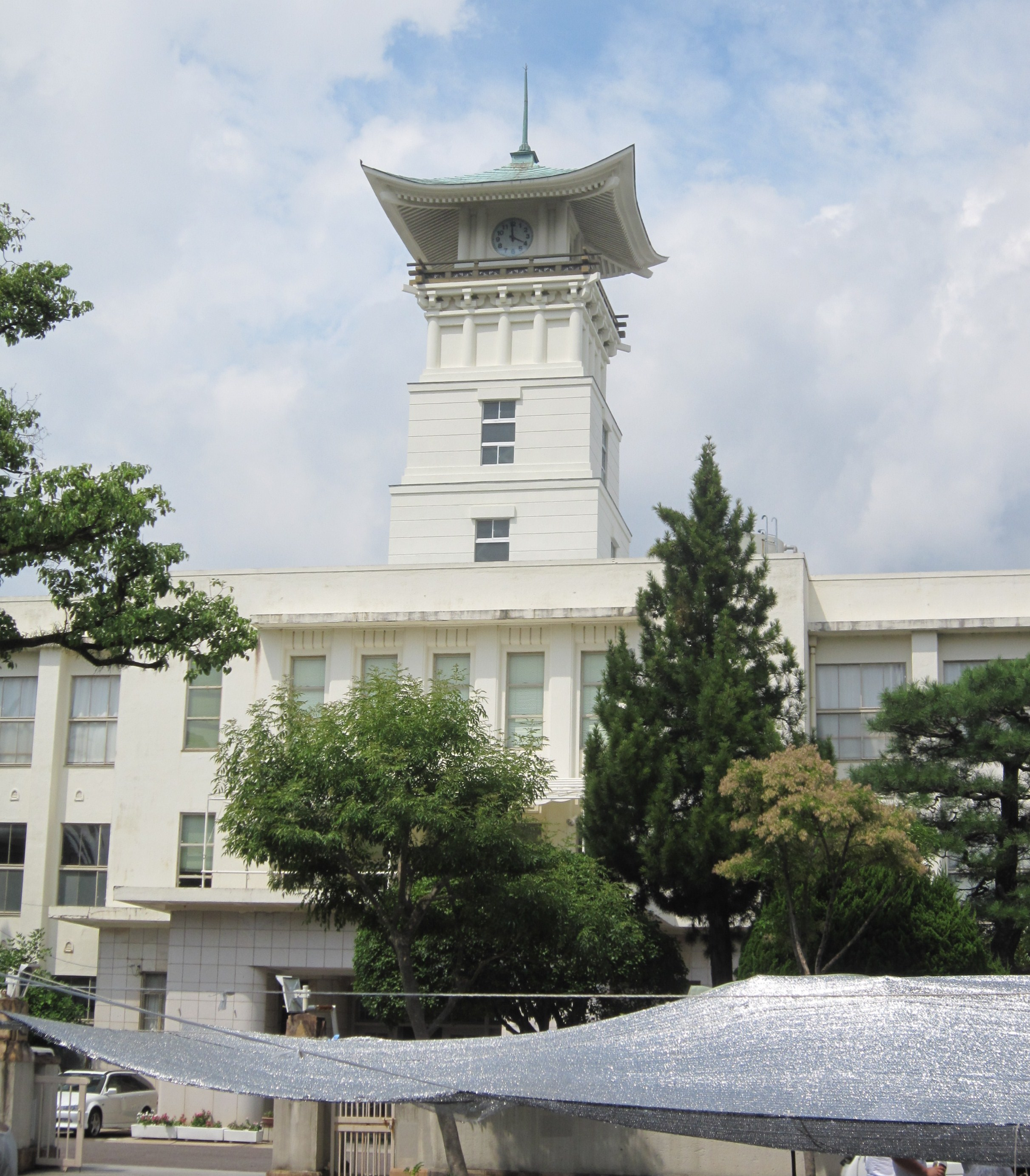
県立高知追手前高校の時計台

県立
- 高知県立高知追手前高等学校
- 高知県立高知小津高等学校
- 高知県立高知北高等学校
- 高知県立高知工業高等学校
- 高知県立高知東高等学校
- 高知県立高知丸の内高等学校
- 高知県立高知国際高等学校※中高併設
- 高知県立春野高等学校

市立
- 高知市立高知商業高等学校

私立
- 高知高等学校※中高併設
- 高知学芸高等学校※中高併設
- 高知中央高等学校
- 太平洋学園高等学校
- 土佐高等学校※中高併設
- 土佐塾高等学校※中高併設
- 土佐女子高等学校※中高併設

### 中学校
国立
- 高知大学教育学部附属中学校

県立
- 高知県立高知国際中学校※中高併設

市立
- 高知市立城北中学校
- 高知市立城西中学校
- 高知市立愛宕中学校
- 高知市立城東中学校
- 高知市立潮江中学校

- 高知市立一宮中学校
- 高知市立青柳中学校
- 高知市立朝倉中学校
- 高知市立三里中学校
- 高知市立南海中学校

- 高知市立西部中学校
- 高知市立大津中学校
- 高知市立介良中学校
- 高知市立旭中学校
- 高知市立横浜中学校

- 高知市立鏡中学校
- 高知市立春野中学校

私立
- 土佐中学校※中高併設
- 高知学芸中学校※中高併設
- 高知中学校※中高併設
- 土佐塾中学校※中高併設
- 土佐女子中学校※中高併設
- 高知中央中学校※休校中

### 小学校
国立
- 高知大学教育学部附属小学校

市立
- 高知市立はりまや橋小学校
- 高知市立第四小学校
- 高知市立第六小学校
- 高知市立江ノ口小学校
- 高知市立江陽小学校
- 高知市立旭小学校
- 高知市立旭東小学校
- 高知市立潮江小学校
- 高知市立潮江東小学校
- 高知市立小高坂小学校

- 高知市立昭和小学校
- 高知市立秦小学校
- 高知市立初月小学校
- 高知市立横浜小学校
- 高知市立長浜小学校
- 高知市立浦戸小学校
- 高知市立三里小学校
- 高知市立五台山小学校
- 高知市立高須小学校
- 高知市立布師田小学校

- 高知市立一宮小学校
- 高知市立久重小学校
- 高知市立朝倉小学校
- 高知市立鴨田小学校
- 高知市立一ツ橋小学校
- 高知市立朝倉第二小学校
- 高知市立潮江南小学校
- 高知市立大津小学校
- 高知市立介良小学校
- 高知市立神田小学校

- 高知市立泉野小学校
- 高知市立一宮東小学校
- 高知市立十津小学校
- 高知市立横浜新町小学校
- 高知市立介良潮見台小学校
- 高知市立横内小学校
- 高知市立鏡小学校
- 高知市立春野東小学校
- 高知市立春野西小学校

私立
- 高知小学校

### 小中一貫校
市立
- 高知市立義務教育学校行川学園 - 2016年4月、高知市立行川中学校と高知市立行川小学校を廃校し統合
- 高知市立義務教育学校土佐山学舎 - 2015年4月に小中併設化。2016年4月に高知市立土佐山中学校と高知市立土佐山小学校を廃校し統合

### 学校教育以外の施設
自動車学校
- 運転塾土佐自動車教習所
- 高知県自動車学校
- 高知自動車学校
- 高知種崎自動車教習所
- 高知中央自動車学校
- 高知ニュードライバー学院

認定職業訓練施設
- 高知県建築大工高等職業訓練校
- 高知県産業訓練協会
- 高知県板金高等職業訓練校
- 高知職業能力開発促進センター
- 職業訓練法人高知県塗装工業会
- シャンゼ美容職業訓練校
- 浜幸職業訓練校

## 交通

### 空港
東隣の南国市の高知空港（高知龍馬空港）が最寄りである。

### 鉄道
四国旅客鉄道（JR四国）
- 土讃線

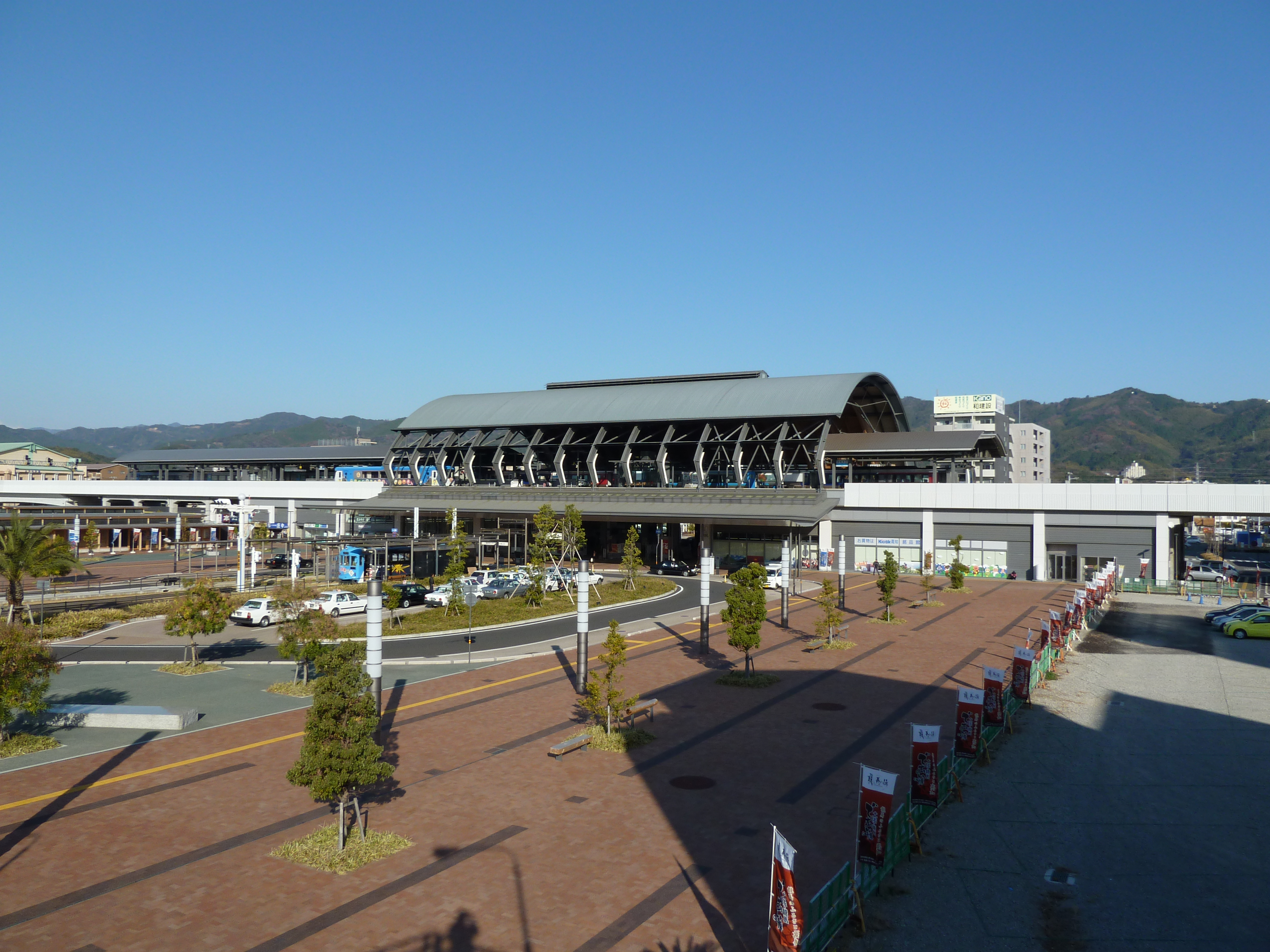
高知駅

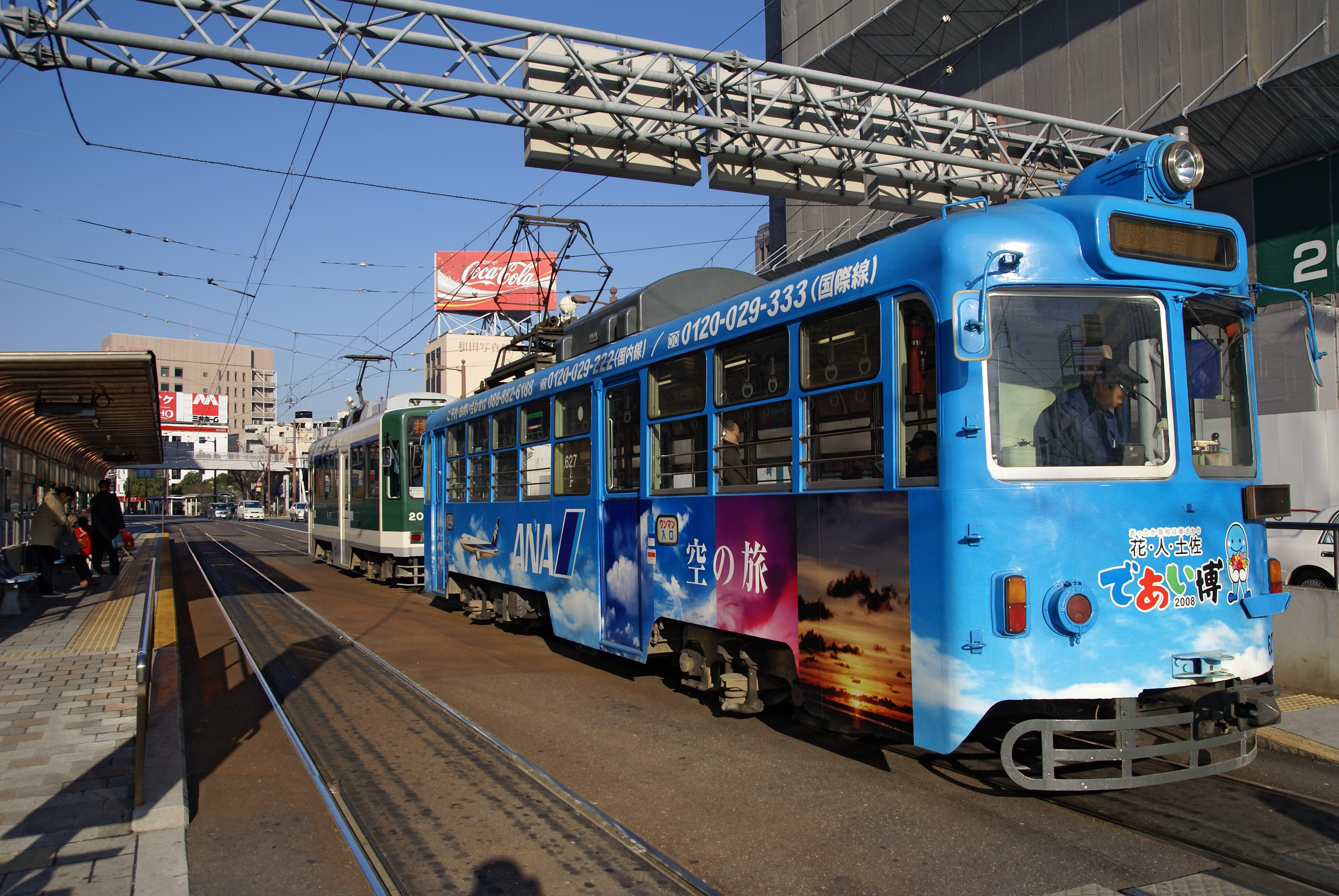
はりまや橋停留場

  - 土佐大津駅 - 布師田駅 - 土佐一宮駅 - 薊野駅 - 高知駅 - 入明駅 - 円行寺口駅 - 旭駅 - 高知商業前駅 - 朝倉駅

とさでん交通
- 後免線
  - 長崎停留場 - 明見橋停留場 - 一条橋停留場 - 清和学園前停留場 - 領石通停留場 - 北浦停留場 - 舟戸停留場 - 鹿児停留場 - 田辺島通停留場 - 東新木停留場 - 新木停留場 - 介良通停留場 - 文珠通停留場 - 高須停留場 - 県立美術館通停留場 - 西高須停留場 - 葛島橋東詰停留場 - 知寄町三丁目停留場 - 知寄町停留場 - 知寄町二丁目停留場 - 知寄町一丁目停留場 - 宝永町停留場 - 菜園場町停留場 - デンテツターミナルビル前停留場 - はりまや橋停留場
- 伊野線
  - はりまや橋停留場 - 堀詰停留場 - 大橋通停留場 - 高知城前停留場 - 県庁前停留場 - グランド通停留場 - 枡形停留場 - 上町一丁目停留場 - 上町二丁目停留場 - 上町四丁目停留場 - 上町五丁目停留場 - 旭町一丁目停留場 - 旭駅前通停留場 - 旭町三丁目停留場 - 蛍橋停留場 - 鏡川橋停留場 - 鴨部停留場 - 曙町東町停留場 - 曙町停留場 - 朝倉停留場 - 朝倉駅前停留場 - 朝倉神社前停留場 - 宮の奥停留場 - 咥内停留場
- 桟橋線
  - はりまや橋停留場 - 梅の辻停留場 - 桟橋通一丁目停留場 - 桟橋通二丁目停留場 - 桟橋通三丁目停留場 - 桟橋通四丁目停留場 - 桟橋車庫前停留場 - 桟橋通五丁目停留場
- 駅前線
  - はりまや橋停留場 - 蓮池町通停留場 - 高知橋停留場 - 高知駅前停留場

### バス
- はりまや橋観光バスターミナル

#### 路線バス

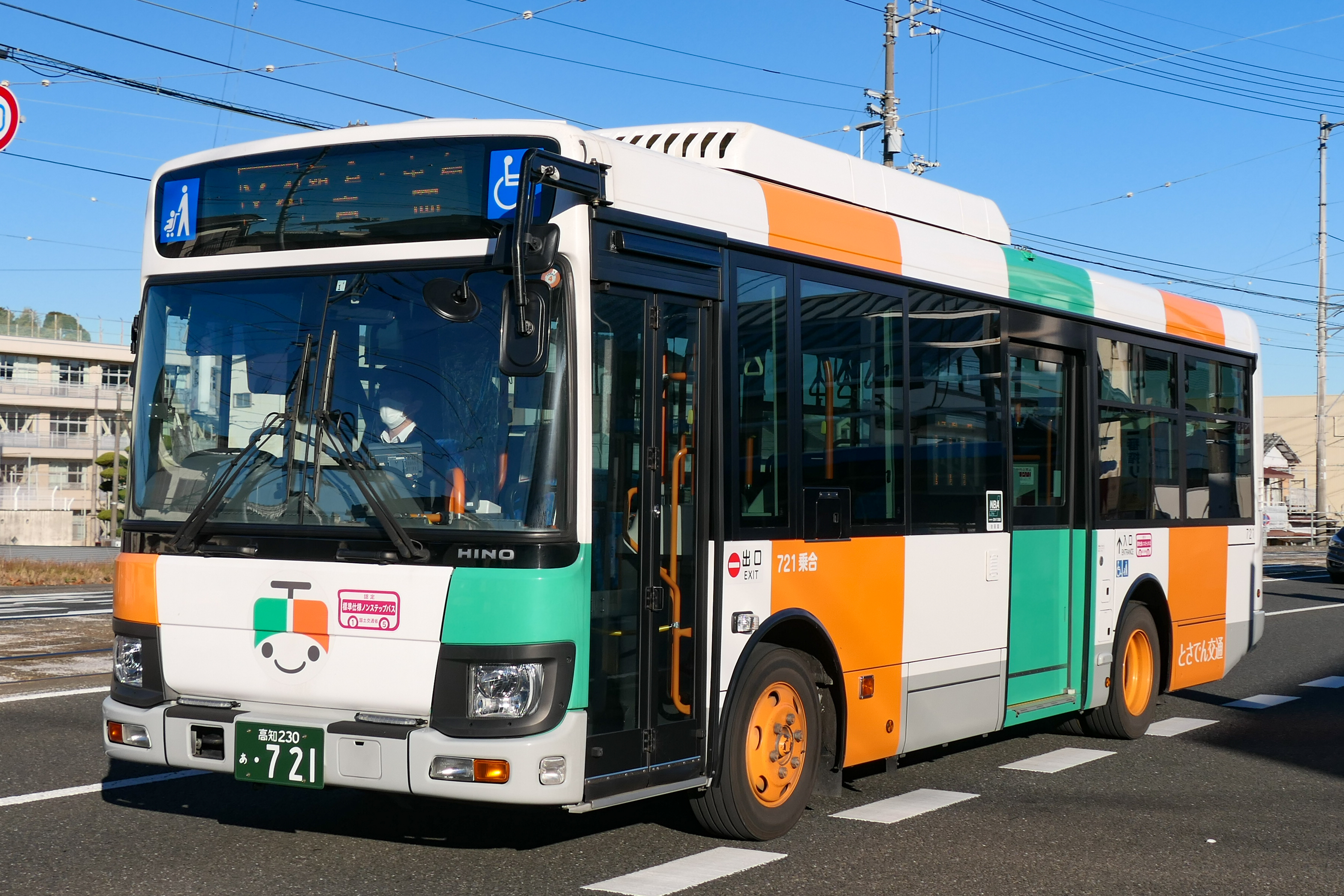
とさでん交通のバス

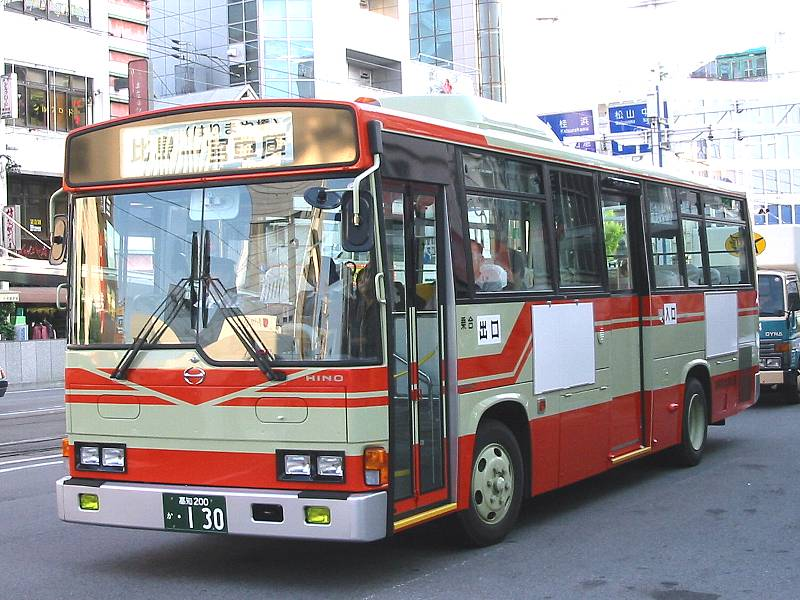
県交北部交通のバス

全区間一般道路経由のバスはとさでん交通およびその地域子会社の県交北部交通・高知東部交通の単一グループによる運行。なお、かつては土佐電気鉄道と高知県交通（および上記地域子会社2社）の2グループによる運行であったが、2014年10月に両社が経営統合した。
高知空港連絡バスはとさでん交通が運行する高知東部自動車道または南国バイパス経由の路線と、高知駅前観光が運行する高知東部自動車道経由の路線がある。

#### 高速バス
- 本州方面 - 東京、名古屋、京都、大阪、神戸、岡山、広島などから発着する路線がある。主にジェイアール四国バス・とさでん交通が目的地側他社と共同運行する。ほかに高知駅前観光が東京発着の路線を運行する。また琴平バスが運行する乗り継ぎ専用シャトルバスを利用し、同社の東京・名古屋発着路線と乗り継ぐことも可能。
- 九州方面 - 現在九州方面と高知を直通する路線はないが、高松 - 高知間の路線と福岡発着の夜行高速バス「さぬきエクスプレス福岡」を乗り継ぐか、琴平バスの乗り継ぎ専用シャトルバスと同社の福岡発着路線を乗り継ぎ、福岡・北九州 - 高知間の利用が可能。
- 四国内 - 他の3県庁所在地（徳島・高松・松山）とそれぞれ直通する路線がある。また宿毛市と高知市を結ぶ路線もある。

### 道路

#### 高速道路
- 高知自動車道
（南国市）- (11)高知IC/JCT -（いの町）
- 高知東部自動車道(高知南国道路)
(11)高知IC/JCT - 高知中央IC - 高知南IC -（南国市）

#### 国道
- 国道32号
- 国道33号
- 国道55号
- 国道56号
- 国道194号
- 国道195号
- 国道197号

#### 県道
- 高知県道6号高知伊予三島線
- 高知県道14号春野赤岡線
- 高知県道16号高知本山線
- 高知県道23号須崎仁ノ線
- 高知県道32号土居五台山線
- 高知県道34号桂浜はりまや線
- 高知県道35号桂浜宝永線
- 高知県道37号高知春野線
- 高知県道38号高知土佐線
- 高知県道44号高知北環状線
- 高知県道249号後免中島高知線
- 高知県道270号弘瀬高知線
- 高知県道273号大河内朝倉停車場線
- 高知県道278号弘岡下種崎線
- 高知県道376号高知南インター線

#### 市道

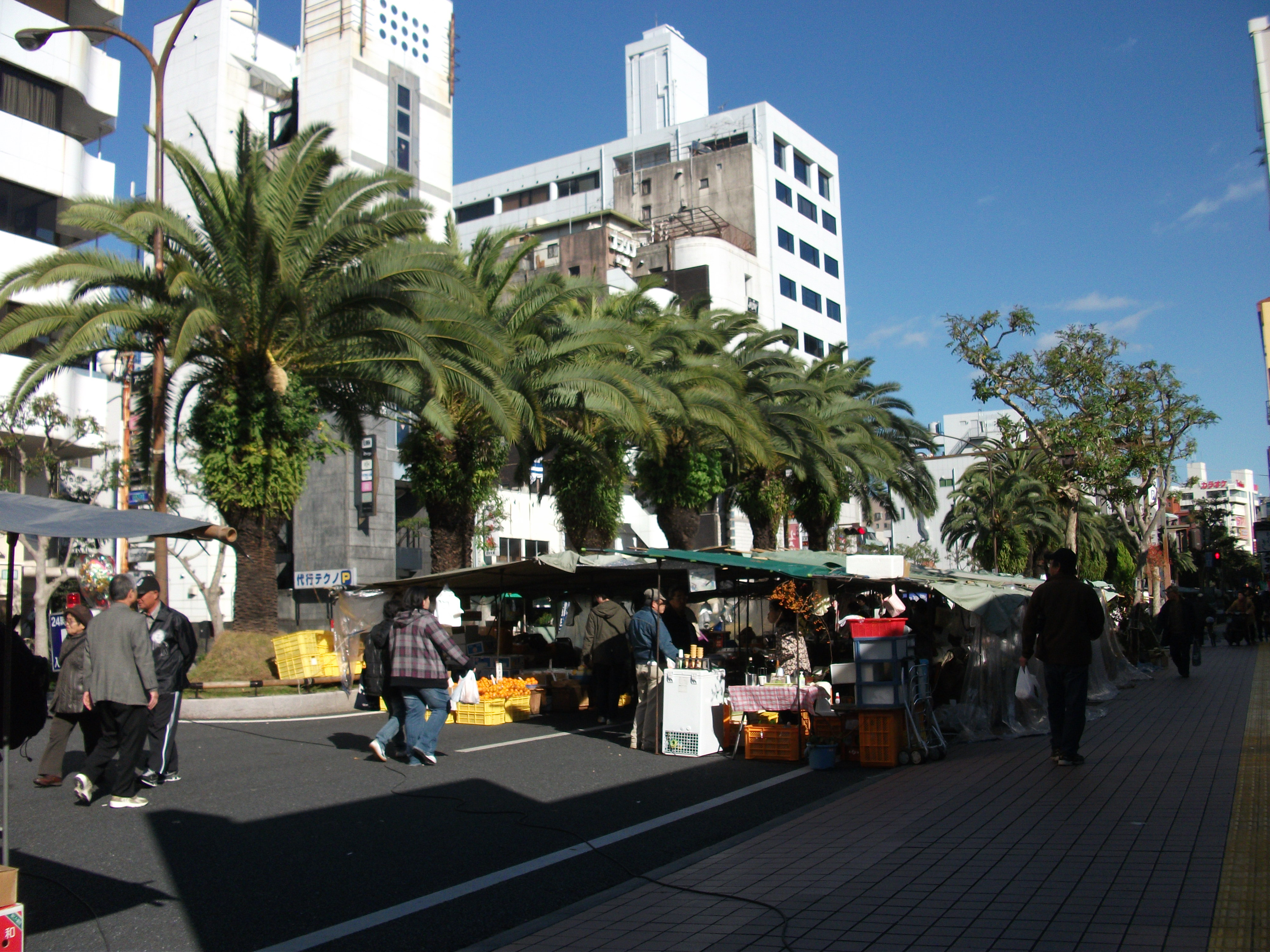
日本最大級とされる日曜市

追手筋 
追手筋（おおてすじ）は、高知市の歓楽街。高知駅からはりまや橋（国道32号）までの中間点より西方へ高知城の追手門へ至る、追手筋一丁目 - 追手筋二丁目間の約1キロメートル街路で、正式な路線名を高知市道高知街1号線という。幅員は27メートルあり、中央分離帯は4.7メートルある。1945年（昭和20年）7月の太平洋戦争での戦災と翌1946年（昭和21年）12月の南海大震災で壊滅的な被害を被ったことから、戦災復興事業により、緑道・防火帯の位置づけで完成した。市民のシンボルロードとしてさらに見直され、1986年度（昭和61年度）から電線の地中線化工事を行い、歩道の整備をして近代的な都市景観づくりを行った。中央分離帯に植生されているクスノキは、戦前より残されているもので目通り3メートルあり、東方中央部にはカナリーヤシが植樹され、その下にはコグマササが植栽帯をつくっている。歩道側にはシマトネリコが7月上旬から白い花を咲かせ、ヒラドツツジが3月下旬ごろから白・赤・紫などの色の花を咲かせる。「日曜市」の通りでも知られ、追手門から東へ1キロメートルの間、道路中央分離帯の南側2車線を歩行者天国にして、出店数約600の店舗が向かい合ってテントを張り、様々な商品が並べられ市民の対話の場となっている。市の歴史は元禄3年（1690年）に開設されていたものが、歴史の流れとともに市の開かれた場所も変遷し、1948年（昭和23年）に追手筋に定着した。出店される品は大半は農産物を中心に多種多様で、青果・塩干物・植木・盆栽・庭石などのほか、スイカ・カボチャ・ヒョウタン・アサガオの苗も出品され農家の方から栽培法を教わっている街路市の風情の一つとなっている。また、8月9日から12日まで4日間開催される「よさこい祭り」の本部競演場としても有名である。歴史性と親愛性を基準に“「市」と祭りの道”として、1986年（昭和61年）8月10日の道の日に、旧建設省と「道の日」実行委員会により制定された「日本の道100選」のひとつにも選定されている。
グリーンロード
- 中央公園から江ノ口川まで北に伸びる道路は通称グリーンロードと呼ばれ、とくに週末の夜は付近に多くの屋台が出現する。

### 航路

#### 港湾

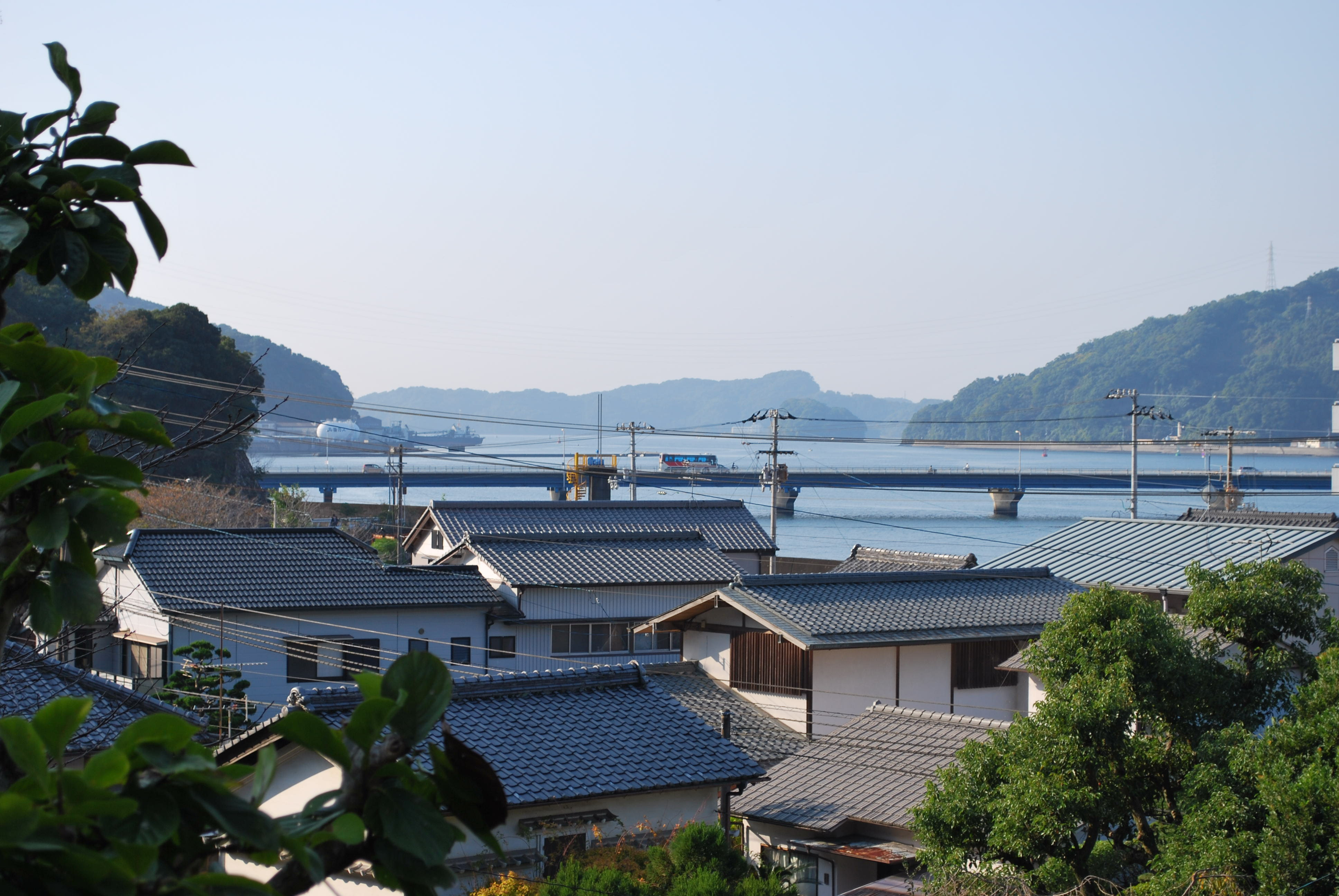
高知港のある浦戸湾

- 高知港（重要港湾）
  - 県営渡船龍馬
  - 梶ヶ浦渡船場〜種崎渡船場

海の駅
- とさ・龍馬海の駅

## 観光

### 名勝･名所･旧跡
主な旧跡
- 高知城 - 国の史跡、天守など15棟が国の重要文化財、本丸が完全な状態で残る唯一の城
- 武市半平太旧宅および墓 - 国の史跡
- 土佐藩主山内家墓所 - 国の史跡
- 浦戸城 - 県指定史跡。
- はりまや橋
- 筆山公園
- 五台山
- 桂浜
  - 坂本龍馬銅像、桂浜水族館、桂浜公園、龍王宮
- 旧山内家下屋敷長屋 - 国の重要文化財
- 坂本家墓所

神社・仏閣
- 土佐神社 - 土佐国一宮、旧国幣中社
- 朝倉神社 - 土佐国二宮、旧県社
- 潮江天満宮 - 旧県社
- 山内神社 - 旧別格官幣社
- 出雲大社土佐分祠
- 若宮八幡宮 - 旧県社
- 土佐稲荷神社
- 薫的神社
- 秦神社
- 四国八十八箇所
  - 30番札所百々山善楽寺
  - 31番札所五台山竹林寺 - 国指定名勝庭園
  - 33番札所高福山雪蹊寺
  - 34番札所本尾山種間寺
- 薬師寺 - 新四国曼荼羅霊場59番札所。岩屋観音堂は四国八十八箇所第32番禅師峰寺の奥之院。
- 極楽寺 - 四国三十六不動霊場16番札所
- 宗安寺 - 四国三十六不動霊場17番札所
- 龍乗院 - 土佐西国霊場第四番札所
- 吸江寺 - 夢窓疎石ゆかりの寺

### 観光スポット
博物館
- 高知県立美術館 - シャガールの世界的コレクションで有名
- 高知県立文学館
- 高知県立高知城歴史博物館
- 高知県立坂本龍馬記念館
- 瑞山記念館
- 高知市寺田寅彦記念館
- 大川筋武家屋敷資料館
- 横山隆一まんが記念館
- 土佐山内家宝物資料館
- 旧山内家下屋敷長屋展示館
- 高知市立自由民権記念館
- 高知市立龍馬の生まれたまち記念館
- 高知よさこい情報交流館
- 高知県立牧野植物園
  - 牧野富太郎記念館
- 高知市旧関川家住宅民家資料館
- 浜口雄幸生家記念館
- アートゾーン藁工倉庫
- ゴトゴト石

史跡
坂本龍馬、板垣退助、後藤象二郎、福岡孝弟、山内容堂、武市半平太、植木枝盛、大町桂月ら幕末期〜明治期に活躍した人物の生誕地、邸宅跡などがある。
温泉
- 高知三翠園温泉
- はるのの湯

## 文化・名物

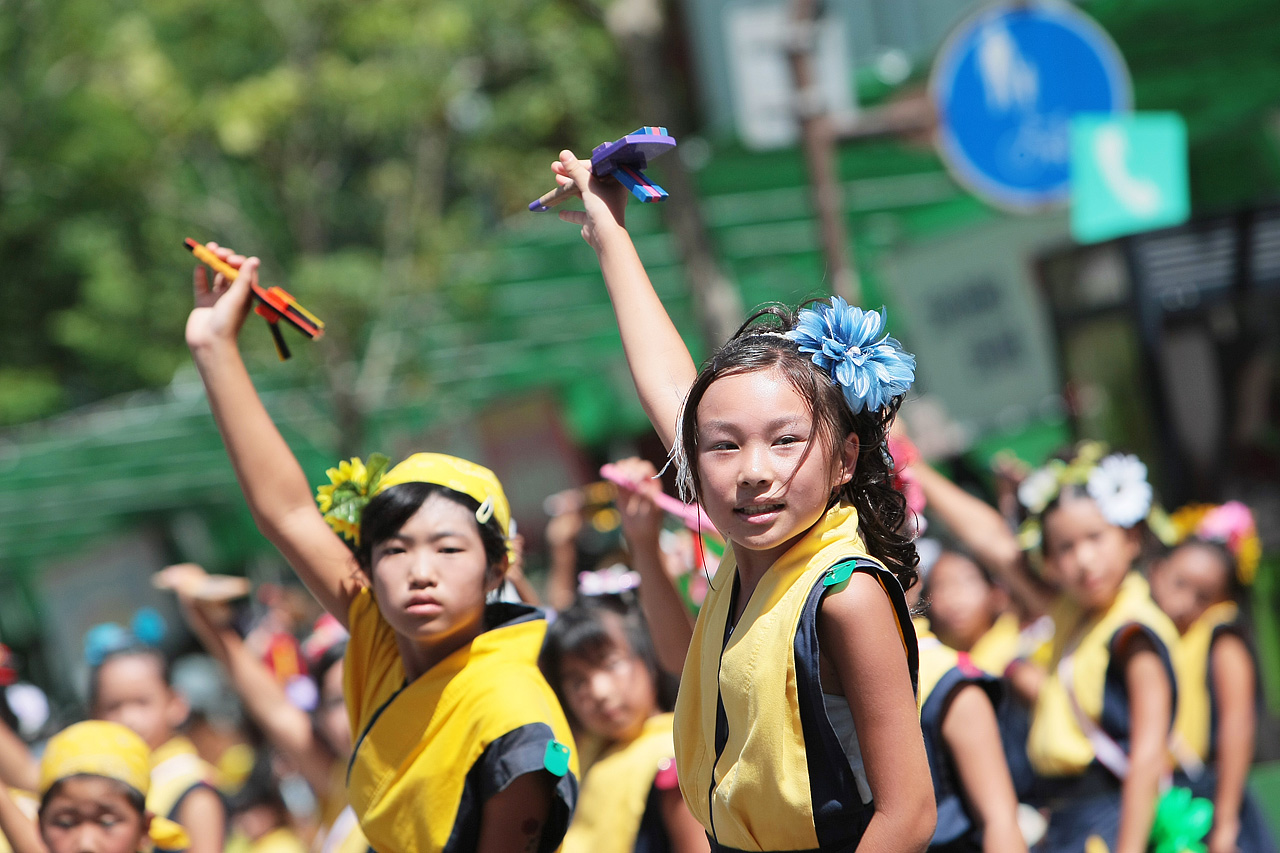
よさこい祭り・2008年度

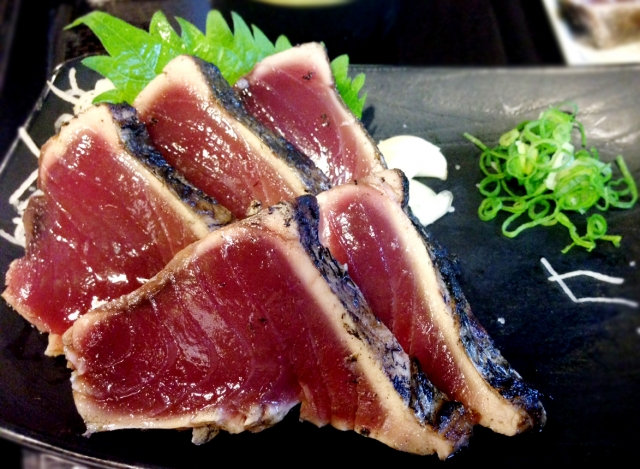
鰹のタタキ

### 祭事・催事
高知市には追手筋の日曜市、上町五丁目の火曜市、県庁前の木曜市、愛宕町の金曜市、高知港の土曜市があり、夏には帯屋町で「土曜夜市」も開かれている。
- よさこい祭り（8月）
- よさこい鳴子踊り
- まんが甲子園（8月）
- 土佐のおきゃく（3月）

### 名産・特産
- 鰹のタタキ
- 皿鉢料理
- 松魚つぶ（かつおつぶ） - ニッキの飴
- 田舎ずし
- 芋けんぴ

### スポーツ

高知市野球場

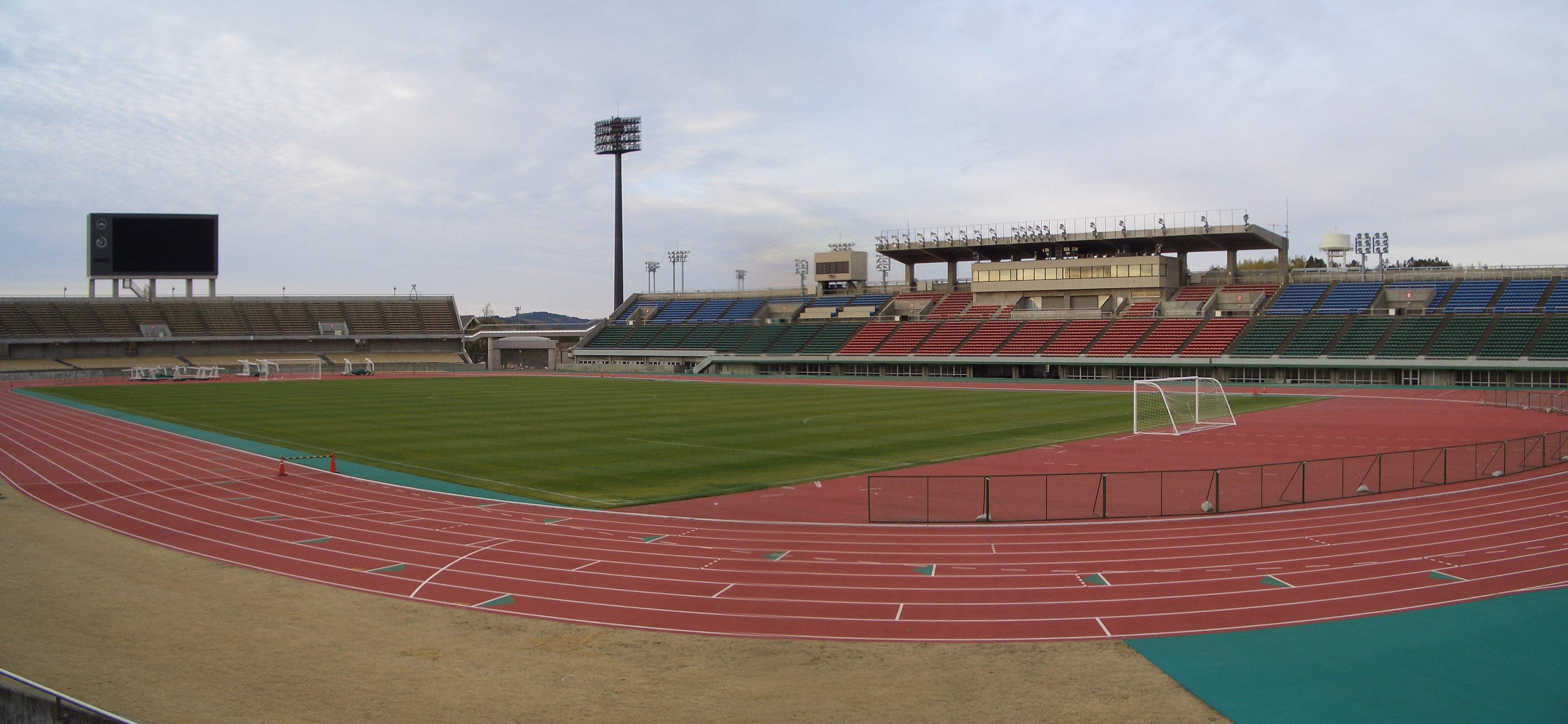
高知県立春野総合運動公園陸上競技場

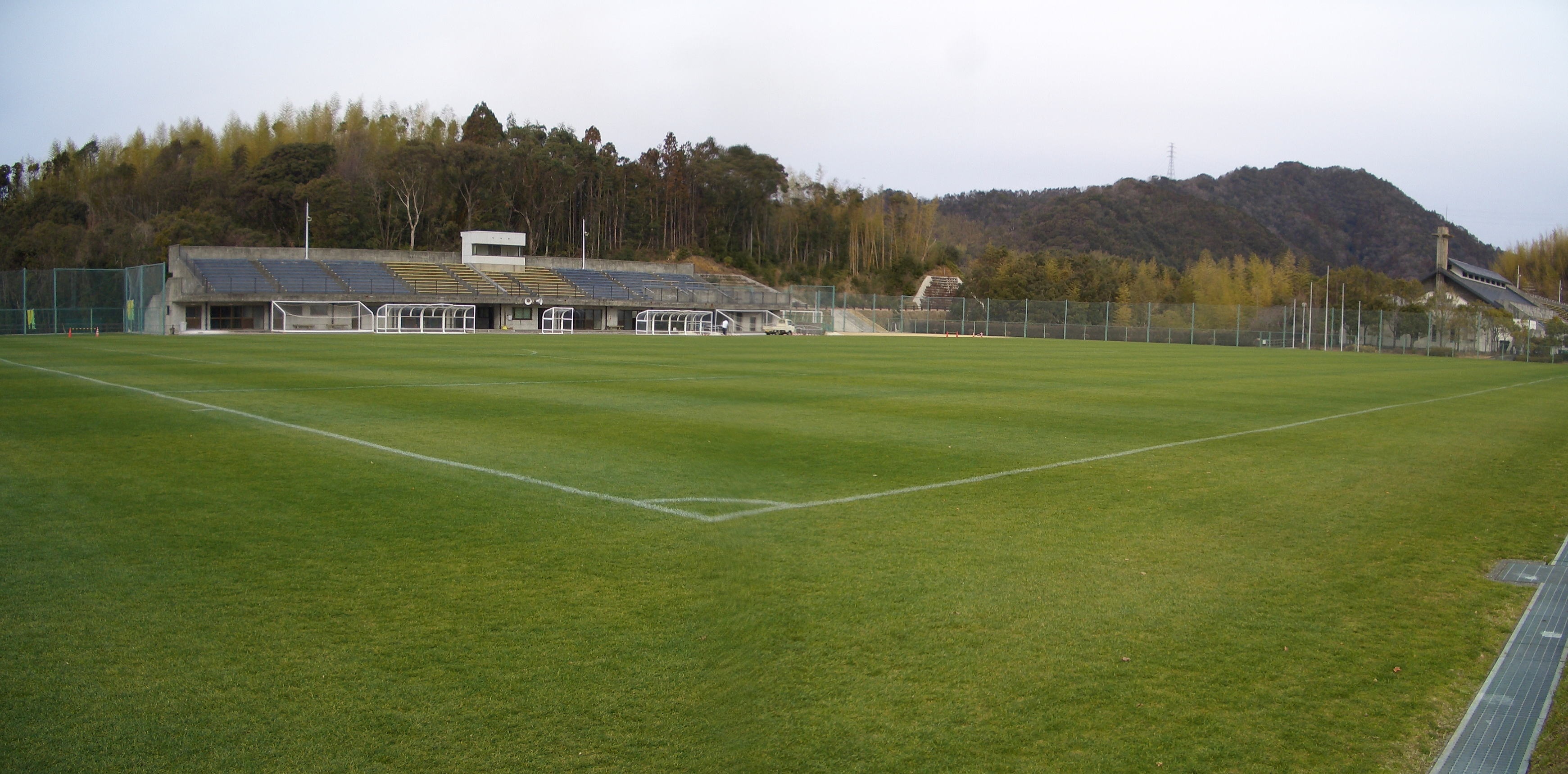
高知県立春野総合運動公園球技場

主なスポーツチーム
| 名称                       | 競技種目     | 所属リーグ                    | 本拠地                             | 運営会社・団体                                 | 設立   |
| -------------------------- | ------------ | ----------------------------- | ---------------------------------- | ---------------------------------------------- | ------ |
| 四国銀行硬式野球部         | 野球         | JABA（社会人野球）            | 四国銀行総合グランド               | 四国銀行                                       | 1929年 |
| 昭和クラブ                 | サッカー     | 高知県社会人サッカーリーグ    | 高知市長浜公園グランド             | 高知トヨペット                                 | 1969年 |
| FC柳町                     | サッカー     | 高知県社会人サッカーリーグ    | 高知市長浜公園グランド             | auショップ天神店                               | 1982年 |
| Llamas高知FC               | サッカー     | 四国サッカーリーグ            | 高知県立春野総合運動公園運動広場   | 特定非営利活動法人llamas高知フットボールクラブ | 1993年 |
| ロッサライズKFC            | サッカー     | 高知県社会人サッカーリーグ    | スポーツパークさかわ               | 高知県立窪川高等学校OB                         | 1994年 |
| 高知パシフィックウェーブ   | ソフトボール | 日本リーグ                    | 高知県立春野運動公園野球場         | 闘犬センター                                   | 2004年 |
| 高知ファイティングドッグス | 野球         | 四国アイランドリーグ（NPB）   | 高知市野球場                       | 高知ファイティングドッグス                     | 2005年 |
| FC R,S,G                   | サッカー     | 高知県社会人サッカーリーグ    | 高知県立春野総合運動公園球技場     | Foot Ball Club R,S,G                           | 2010年 |
| KUFC南国                   | サッカー     | 四国サッカーリーグ            | 高知県立春野総合運動公園陸上競技場 | 高知大学サッカー部                             | 2016年 |
| 高知ユナイテッドSC         | サッカー     | 日本フットボールリーグ（JFL） | 高知県立春野総合運動公園運動広場   | 株式会社高知ユナイテッドスポーツクラブ         | 2016年 |

## 出身関連著名人

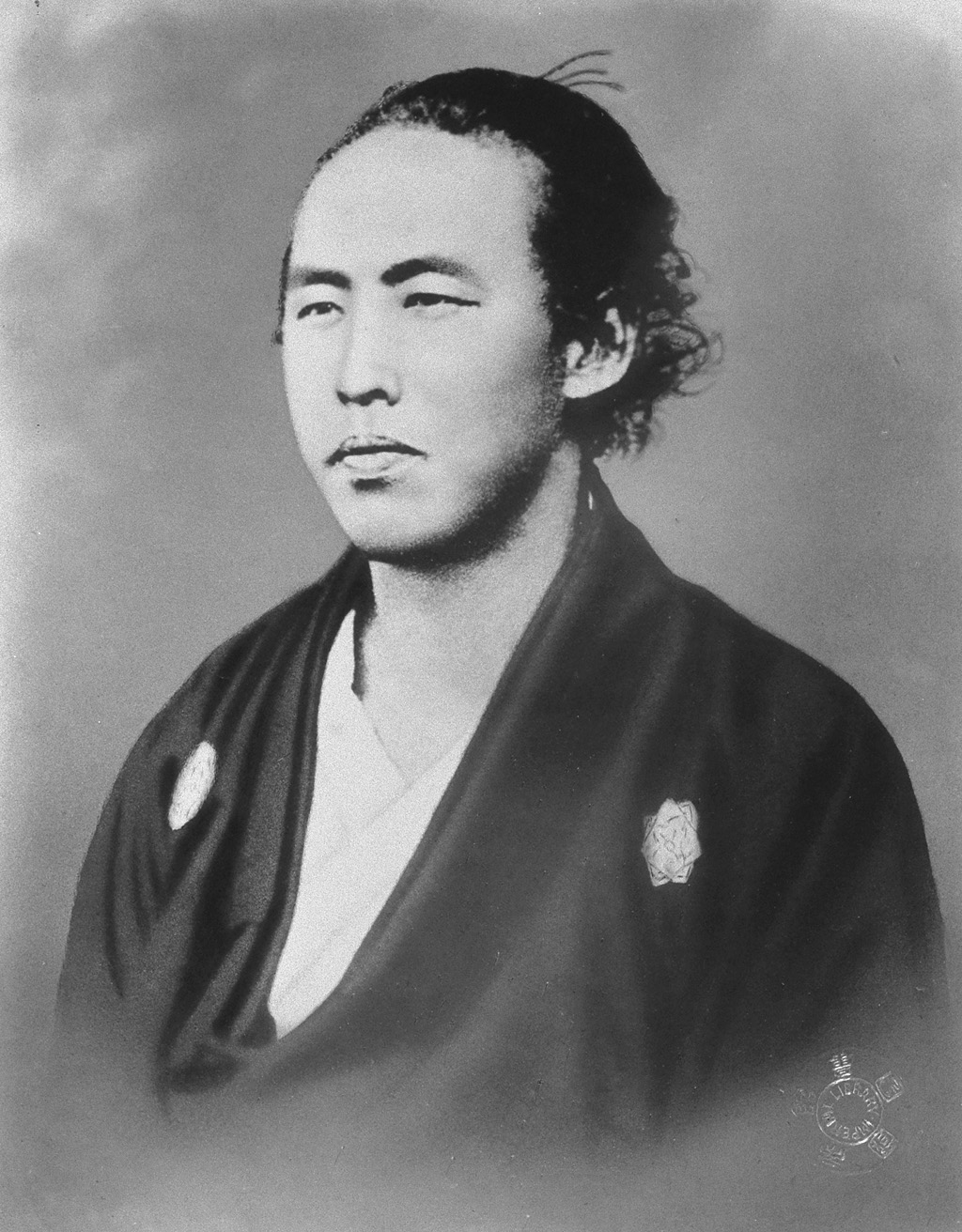
坂本龍馬

### 政官界・実業界
明治期まで
- 坂本龍馬 - 土佐藩士、維新志士
- 中岡慎太郎 - 土佐藩士、維新志士
- 後藤象二郎 - 土佐藩士、明治政府農商務大臣・逓信大臣などを歴任
- 武市瑞山 - 土佐藩士、維新志士
- 吉田東洋 - 土佐藩士
- 岡田以蔵 - 土佐藩士
- 山内容堂 - 土佐藩主
- 板垣退助 - 政治家
- 福岡孝弟 - 政治家、五箇条御誓文を起草
- 片岡健吉 - 民権家、立志社社長
- 植木枝盛 - 民権家
- 馬場辰猪 - 土佐藩士、思想家
- 中江兆民 - 思想家、翻訳家
- 岩崎弥太郎 - 実業家
- 川田龍吉 - 実業家
- 楠瀬喜多 - 民権家、婦人参政運動家
- 桜木嘉右衛門 - 実業家、貴族院多額納税者議員
- 竹村与右衛門 - 実業家、貴族院多額納税者議員

大正期以後
- 濱口雄幸 - 政治家、元内閣総理大臣
- 永野修身 - 海軍大将
- 江本孟紀 - 元野球選手、政治家
- 中井啓一 - 政治家（高知市議会議員）、暴力団員（一和会最高顧問）
- 尾﨑正直 - 政治家、高知県知事
- 窪田駒吉 - 実業家、日本製粉社長
- 杉山治夫 - 元消費者金融経営者・実業家
- 吉良佳子 - 政治家（日本共産党准中央委員、参議院議員）
- 中谷元 - 元陸上自衛官（二等陸尉、レンジャー）、政治家（衆議院議員、第14代防衛大臣、自民党高知県連会長）
- 中西聖 - 実業家、プロパティエージェント創業者・社長、山本モナの夫
- 広田一 - 政治家（衆議院議員、無所属の会国会対策委員長）
- 西川きよし - 政治家（元参議院議員）、お笑い芸人、シーランド公国伯爵

### 文化・芸術
- 厦門潤 - 漫画家
- 植松伸夫 - 音楽家
- 大町桂月 - 歌人
- 織田哲郎 - 音楽家
- 楠目橙黄子 - 俳人
- 国沢新九郎 - 洋画家
- 合田佐和子 - 画家
- 河野典生 - 作家
- 小山いと子 - 作家
- 西原理恵子 - 漫画家
- JET（門脇佳代） - 漫画家
- 柴田ケイコ - 絵本作家
- 関勉 - アマチュア天文家
- 田内千鶴子 - 慈善活動（木浦共生園園長）
- 谷岡健吉 - 工学者、NHK放送技術研究所長
- 寺田寅彦 - 科学者、文学者
- 中平正彦 - 漫画家

- 中山高陽 - 南画家、書家、漢詩人
- 仁智栄坊 - 俳人
- 馬場孤蝶 - 作家
- 前田敏男 - 建築学者、元京都大学総長
- 槇村浩 - 詩人
- 松田ひろむ - 俳人
- 三木茂 - 撮影監督、映画プロデューサー
- 水田直志 - ゲーム音楽作曲家
- 宮尾登美子 - 作家
- 目黒依子 - 社会学者、上智大学名誉教授
- 安岡章太郎 - 作家
- 山崎はるか - 作家、技術者
- 山田章博 - 漫画家
- 山本一力 - 作家
- 横山隆一 - 漫画家
- 吉田良三 - 会計学者、東京商科大学（現一橋大学）名誉教授

### スポーツ
- 木下拓哉[22] - プロ野球選手（中日ドラゴンズ）
- 榮枝裕貴 - プロ野球選手 （阪神タイガース）
- 嶋村麟士朗 - プロ野球選手 （阪神タイガース）
- 福永洋一 - 元JRA騎手
- 西浦勝一 - 元JRA騎手
- 鷹野宏史 - 元高知競馬場騎手→元JRA騎手
- 奴田原文雄 - ラリードライバー
- 藤川球児 - 元プロ野球選手（阪神タイガース）
- 小松剛 - 元プロ野球選手（広島東洋カープ）
- 秦泉寺尚 - スポーツ科学者、短距離走選手
- 町田公二郎 - 元プロ野球選手（阪神タイガース他）
- 玉錦三右エ門 - 力士、第32代横綱

- 増健亘志 - 力士
- 中山裕章 - 元プロ野球選手（中日ドラゴンズ他）
- 國澤志乃 - 女子サッカー選手
- 松村信定 - 元競輪選手
- 山口菜津子 - 女子競輪選手
- 山原さくら - 女子競輪選手
- 池透暢 - 車いすラグビー選手

### 芸能
- 尾碕真花 - 女優、X21の元・メンバー
- 川村文乃 - アイドル（アンジュルム）[23]
- 北村総一朗 - 俳優
- ケン・ケンセイ - 俳優、剣道家、英語発音研究家
- 桑原みずき - アイドル、タレント
- 島崎俊郎 - お笑い芸人、タレント、リポーター
- 島本須美 - 声優
- 白田久子 - 女優
- 高知東生 - タレント
- 瀧川鯉朝 - 落語家
- 武井義明 - 歌手
- 鶴嶋乃愛 - 女優、ファッションモデル
- なめたらいかんぜよ。MARI - お笑い芸人
- 浜田治貴 - 俳優、声優、ナレーター
- 広末涼子 - 女優、歌手、タレント
- 福留功男 - ニュースキャスター（福留はやなせたかし、「マレーの虎」山下将軍と同郷（香北町）
- 和下田大典 - オペラ歌手

### マスコミ
- 井上琢己 - 高知放送アナウンサー
- 秋山陽子 - 高知放送アナウンサー
- 村山佐織 - 高知放送アナウンサー
- 上岡亮 - NHKアナウンサー

### その他
- 公文公 - 公文教育研究会創始者
- 岡上菊栄 - 高知市の児童養護施設である博愛園の初代園長
- 菅生新 - 経営コンサルタント、菅田将暉の父

### 出身有名「馬」
- ハルウララ（サラブレッド）
- ゴルデンビューチ（高知競馬所属後（ただし中央競馬に再移籍した時点で）に中央競馬の重賞（小倉記念）で勝利した唯一の競走馬。サラブレッド）
- エスケープハッチ（高知競馬所属。地方競馬歴代最多勝新記録（54勝）を樹立。アングロアラブ）

## 作品
高知市を舞台にした作品

### 映画
- 南国土佐を後にして（日活、1959年）
- トラック野郎・故郷特急便（東映、1979年）
- 刑事物語 くろしおの詩（東宝、1985年）
- The Harimaya Bridge はりまや橋 （ティ・ジョイ、2009年）
- 君が踊る、夏（東映、2010年）
- 県庁おもてなし課（東宝、2013年）
- 竜とそばかすの姫 (2021年)

### テレビドラマ
- 功名が辻（NHK大河ドラマ、2006年）
- 龍馬伝（NHK大河ドラマ、2010年）

### 小説
- 竜馬がゆく（司馬遼太郎）
- 夏草の賦（司馬遼太郎）
- 功名が辻（司馬遼太郎）
- 一絃の琴（宮尾登美子）
- 海がきこえる（氷室冴子）
- 土竜（高知東生）
- 安芸市出身、高知市在住の推理作家西澤保彦の作品においては、二十冊以上において架空の県庁所在地「櫃洗市」が舞台となっている。具体的な位置説明、方言、名勝などは一切登場しないが、細かい描写で高知市を類推させるものが見られる。

### 漫画
- 海がきこえる（スタジオジブリ 1993年）
- お〜い!竜馬（小山ゆう）
- シャコタン☆ブギ（楠みちはる 1986年）
- たいようのマキバオー（つの丸）
- ぼくんち（西原理恵子 1995年）
- 鬼やん（土佐の鬼やん）（青柳裕介）

※高知市ではまんが甲子園が開催されている。前記の横山隆一まんが記念館が立地するほか、高知市出身の漫画家は後記の通りである。

### ご当地ソング
- 「南国土佐を後にして」 ペギー葉山
- 「せられん」 大野研二、三山ひろし